# Feillens
Feillens (prononciation : fɛ.jɑ̃) est une commune française située dans le département de l'Ain, en région Auvergne-Rhône-Alpes. La commune est située dans l'aire urbaine de Mâcon.
Ses habitants s'appellent les Feillendis et les Feillendies.

## Géographie

### Localisation
Feillens fait partie de la Bresse, dans le Val de Saône. Elle se situe à 10 km au nord-est de Mâcon et à proximité immédiate de la sortie 2 de l'autoroute A40.
Le territoire communal borde la rive gauche de la Saône, il appartient à l'arrondissement de Bourg-en-Bresse et au canton de Replonges.
La population est principalement concentrée en un seul lieu avec des hameaux proches les uns des autres. Les plus importants sont le Dégottet, les Beys, Brux, Limerol, Passant, Ternant, Montagnat, le Poux, la Chapelle, les Massets et Montgrimoux.

### Points extrêmes
- Nord : Le Bois des Gours, 46° 21′ 37″ N, 4° 52′ 20″ E
- Est : L'Étang Besson, 46° 20′ 00″ N, 4° 55′ 18″ E
- Sud : Les Sablons, 46° 19′ 06″ N, 4° 54′ 17″ E
- Ouest : Les Baisses, 46° 19′ 35″ N, 4° 51′ 06″ E

### Hydrographie

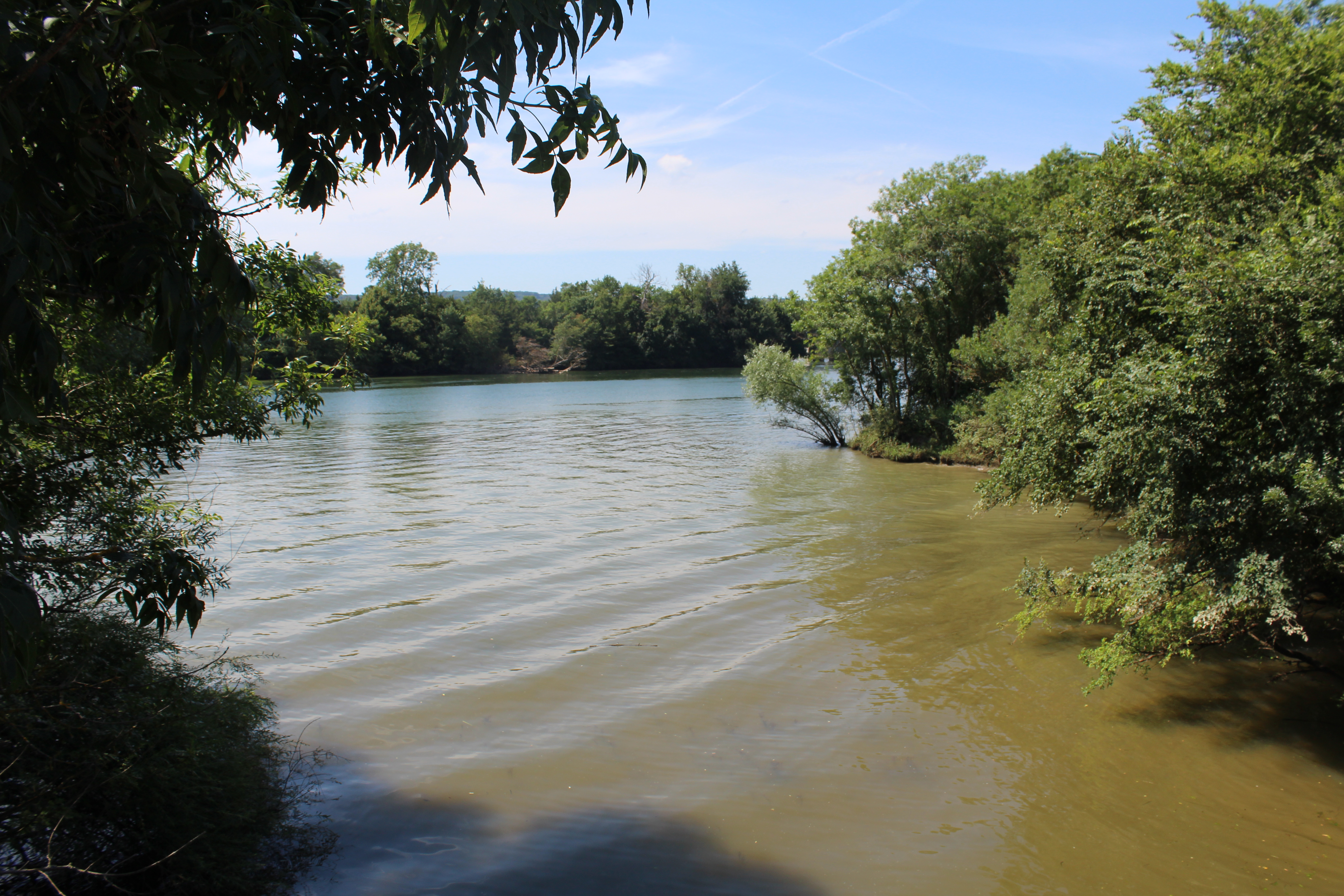
Confluent de la Saône et de la Loëze.

De nombreux cours d'eau traversent le territoire communal dont le plus connu est la Saône. Cette rivière borde l'ouest de la commune et forme sa frontière avec Sancé, commune de la région Bourgogne-Franche-Comté. Un de ses affluents est la Loëze qui traverse le nord de la commune et termine son cours à Feillens.
D'autres cours d'eau moins importants passent à Feillens dont la Grande Loëze qui traverse le sud de la commune et une partie fait la frontière avec Replonges. Le ruisseau de Ternant prend sa source à Bâgé-la-Ville puis rejoint la commune en longeant la route D 68B jusqu'à l'A40 où elle rejoint la Grande Loëze.
Le Virolet est le ruisseau qui naît au confluent entre la Grande Loëze et le ruisseau de Ternant. Il se jette dans la Saône tout comme le bief de Saint-Maurice qui est un ruisseau court d'un kilomètre prenant sa source dans la commune mais qui se termine à Replonges.
Près du hameau des Beys, on trouve le lac de Feillens, un vaste plan d'eau récent causé par l'extraction de grandes quantités de terre durant les travaux d'aménagement de l'A40 à la fin des années 1970.

### Climat
Pour des articles plus généraux, voir Climat d'Auvergne-Rhône-Alpes et Climat de l'Ain.
En 2010, le climat de la commune est de type climat océanique dégradé des plaines du Centre et du Nord, selon une étude du CNRS s'appuyant sur une série de données couvrant la période 1971-2000. En 2020, Météo-France publie une typologie des climats de la France métropolitaine dans laquelle la commune est dans une zone de transition entre le climat semi-continental et le climat de montagne et est dans la région climatique Bourgogne, vallée de la Saône, caractérisée par un bon ensoleillement (1 900 h/an), un été chaud (18,5 °C), un air sec au printemps et en été et des vents faibles.
Pour la période 1971-2000, la température annuelle moyenne est de 11,5 °C, avec une amplitude thermique annuelle de 17,9 °C. Le cumul annuel moyen de précipitations est de 850 mm, avec 10,6 jours de précipitations en janvier et 7,1 jours en juillet. Pour la période 1991-2020, la température moyenne annuelle observée sur la station météorologique de Météo-France la plus proche, « Mâcon », sur la commune de Charnay-lès-Mâcon à 8 km à vol d'oiseau, est de 12,3 °C et le cumul annuel moyen de précipitations est de 833,7 mm,. Pour l'avenir, les paramètres climatiques de la commune estimés pour 2050 selon différents scénarios d'émission de gaz à effet de serre sont consultables sur un site dédié publié par Météo-France en novembre 2022.

### Voies de communication et transports

Carte des axes de communication.

#### Routes

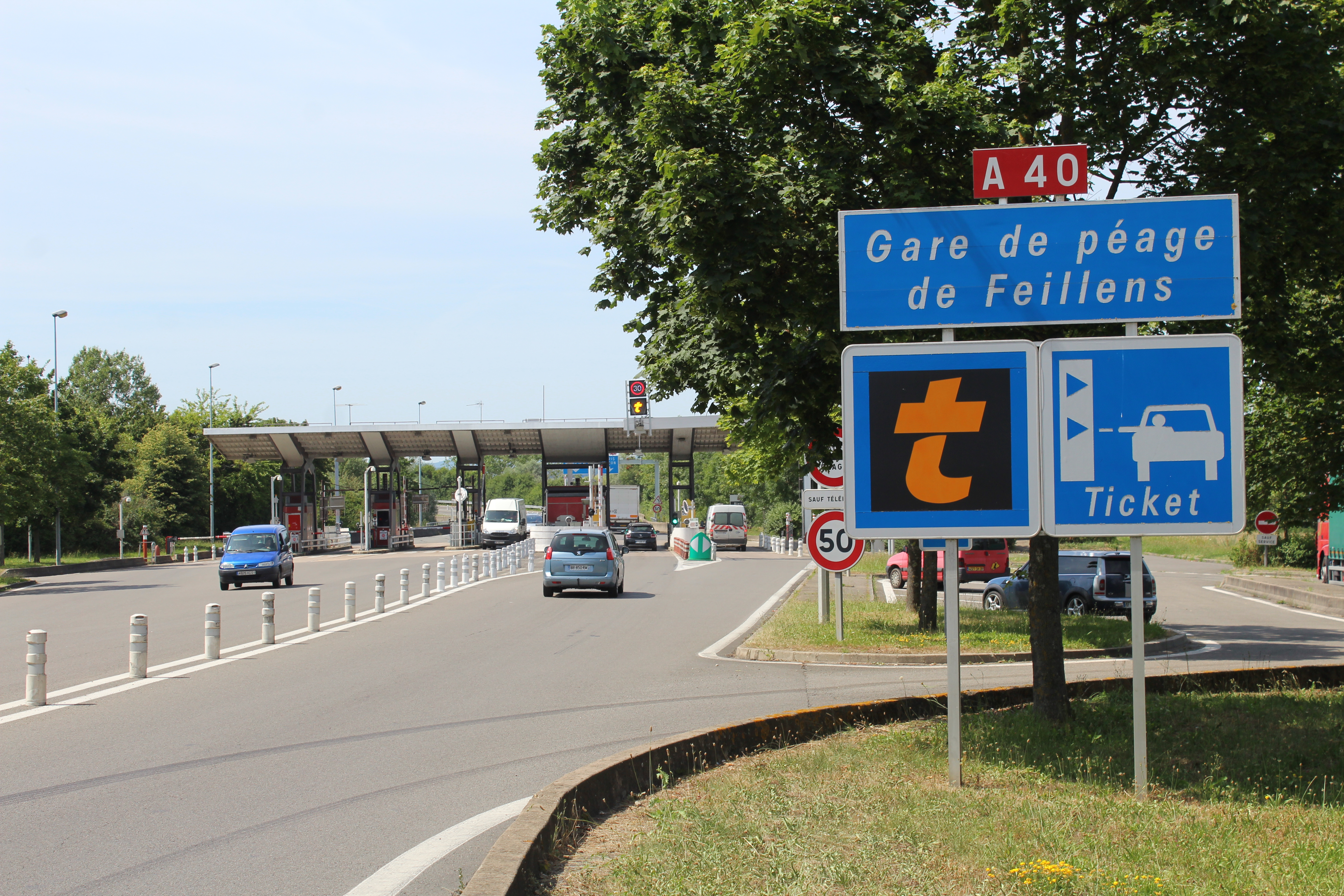
Gare de péage de Feillens.

L'autoroute A40 (Mâcon - Genève), portion de la Route Centre-Europe Atlantique Bordeaux/Nantes - Annemasse, traverse le sud-ouest de la commune et est la seule autoroute. On trouve près de la zone d'activités la gare de péage de Feillens qui permet de rejoindre l'autoroute en direction de Mâcon et Paris ainsi qu'en direction de Bourg-en-Bresse et Genève.
La route départementale 933 traverse Feillens du nord au sud, elle est l'artère principale de la commune. Elle commence au sud vers la zone d'activités de Feillens Sud et vient de Replonges et Pont-de-Veyle et finit au sud vers Passant avant de partir vers Manziat et Pont-de-Vaux. Au niveau départemental, cette route relie Sermoyer au nord à Massieux au sud. Avant 1972, cette voie faisait partie de la route nationale 433 qui reliait Saint-Germain-du-Plain à Lyon mais cette dernière a été déclassée en trois voies en fonction des trois départements qu'elle traversait.
Seconde voie importante traversant le bourg, la route départementale 68 arrive à Montagnat après avoir débuté à Bâgé-le-Châtel. Elle continue sa route au centre avant de partir au nord-est pour finir dans la commune voisine de Vésines.
La route départementale 68B fait une liaison entre la D 933 et la D 68. Elle part de la zone d'activités de Feillens Sud pour terminer sa route à Ternant.

#### Voies ferroviaires

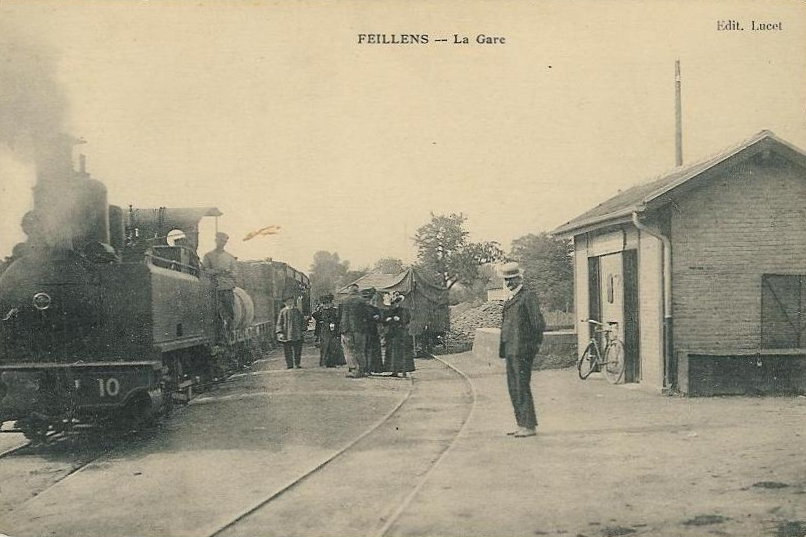
La gare.

La ligne de Trévoux à Saint-Trivier-de-Courtes, gérée par la Compagnie des Tramways de l'Ain passait dans le centre de la commune. Les trains s'arrêtaient à la gare du village située près de l'intersection entre la D 933 et la D 68. La gare fut desservie de 1897 jusqu'en 1936, date à laquelle la ligne fut fermée.
Aujourd'hui, aucune voie ferrée ne traverse la commune mais quelques-unes sont situées à proximité.
- La ligne de Mâcon à Ambérieu, desservie par les TER de la région Rhône-Alpes[9], passe à quelques kilomètres au sud de la commune. Les trains grandes lignes et les TGV parcourant cette ligne ne marquent pas d'arrêt.
- La ligne traditionnelle Paris - Marseille via Dijon passe à Mâcon. La gare de Mâcon-Ville est desservie par des TER Dijon - Mâcon - Lyon et quelques TGV reliant le nord-est de la France à la Méditerranée.
- La ligne à grande vitesse Paris - Lyon - Marseille traverse la Saône au sud de Mâcon, et comporte un raccordement vers la ligne Mâcon - Bourg. La gare de Mâcon-Loché-TGV, au sud-ouest de Mâcon, est desservie par quelques TGV Paris - Marseille et Paris - Genève.

#### Transport fluvial
À quelques kilomètres de Feillens, la Saône, qui marque la frontière ouest du département de l'Ain, est navigable à grand gabarit européen depuis Verdun-sur-le-Doubs jusqu'à Lyon. Elle constitue un axe de transport fluvial important entre l'est et la Méditerranée. Mâcon possède un port fluvial et la Saône est aussi appréciée pour le tourisme fluvial.

#### Transport aérien
- La chambre de commerce et d'industrie de Saône-et-Loire gère un petit aéroport à Charnay, au sud-ouest de Mâcon.
- Les habitants de la commune doivent se rendre à l'aéroport de Lyon-Saint-Exupéry distant de 80 kilomètres ou bien à l'aéroport de Genève distant de 140 kilomètres pour effectuer des vols vers l'international.

#### Transports en commun

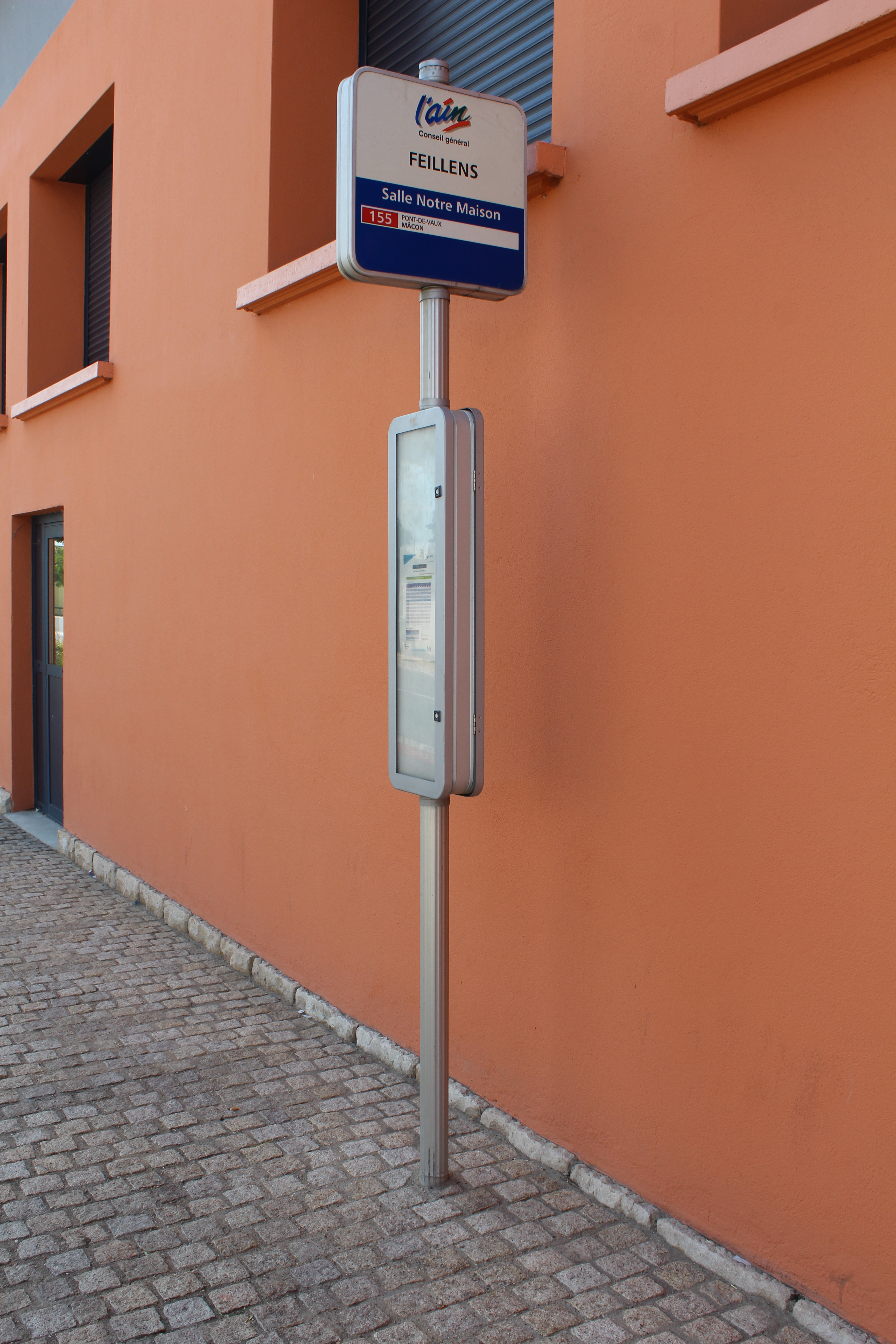
Arrêt Salle Notre Maison.

La commune est reliée au réseau départemental des bus car.ain.fr. La ligne 155 (Sens Pont-de-Vaux - Mâcon et sens Mâcon - Pont-de-Vaux) est la seule ligne qui passe par la commune. Elle dessert quatre arrêts : Croix blanche, Salle notre maison, Ternant la Croix, Montagnat la Croix. Du lundi au vendredi (sauf les jours fériés), une navette de la ligne 115 circule entre la commune et Mâcon dont le terminus est l'arrêt Salle Notre Maison.

## Urbanisme

### Typologie
Au 1er janvier 2024, Feillens est catégorisée bourg rural, selon la nouvelle grille communale de densité à 7 niveaux définie par l'Insee en 2022.
Elle appartient à l'unité urbaine de Feillens, une unité urbaine monocommunale constituant une ville isolée,. Par ailleurs la commune fait partie de l'aire d'attraction de Mâcon, dont elle est une commune de la couronne,. Cette aire, qui regroupe 105 communes, est catégorisée dans les aires de 50 000 à moins de 200 000 habitants,.

### Occupation des sols
L'occupation des sols de la commune, telle qu'elle ressort de la base de données européenne d’occupation biophysique des sols Corine Land Cover (CLC), est marquée par l'importance des territoires agricoles (67,3 % en 2018), en diminution par rapport à 1990 (73,1 %). La répartition détaillée en 2018 est la suivante : 
zones agricoles hétérogènes (36,2 %), prairies (31,2 %), zones urbanisées (18,4 %), forêts (6,5 %), zones industrielles ou commerciales et réseaux de communication (4,1 %), eaux continentales (3,6 %).
L'évolution de l’occupation des sols de la commune et de ses infrastructures peut être observée sur les différentes représentations cartographiques du territoire : la carte de Cassini (XVIIIe siècle), la carte d'état-major (1820-1866) et les cartes ou photos aériennes de l'IGN pour la période actuelle (1950 à aujourd'hui).

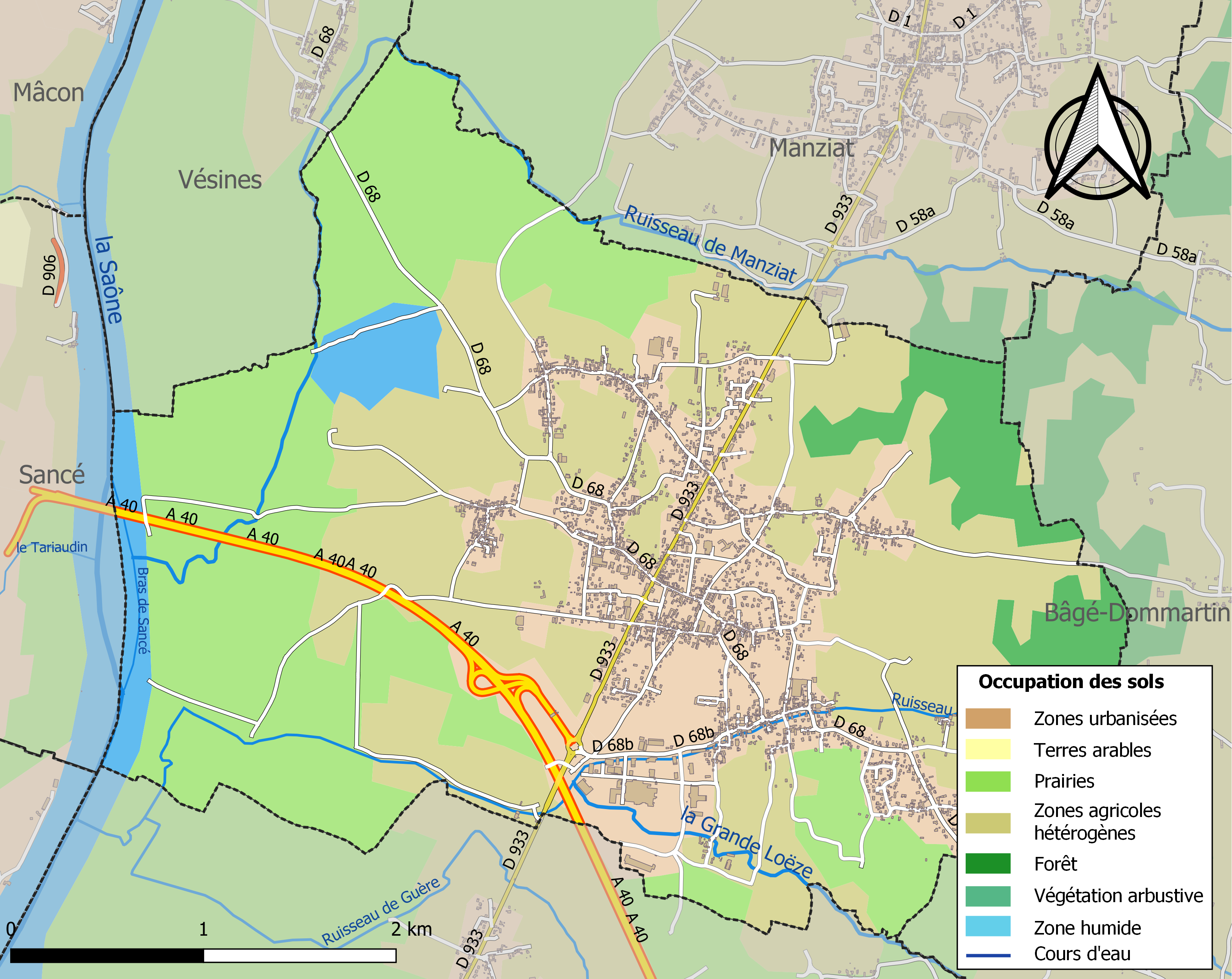
Carte des infrastructures et de l'occupation des sols de la commune en 2018 (CLC).

## Toponymie

### Origine du nom
Feillens serait d'origine burgonde du fait que ce toponyme dériverait du primitif Filingo, signifiant chez les Filingi. Il est dérivé du nom propre Filo qui est la forme affective de Filibertus et Feletheus formés par le radical filo qui veut dire en français beaucoup.

### Anciens noms

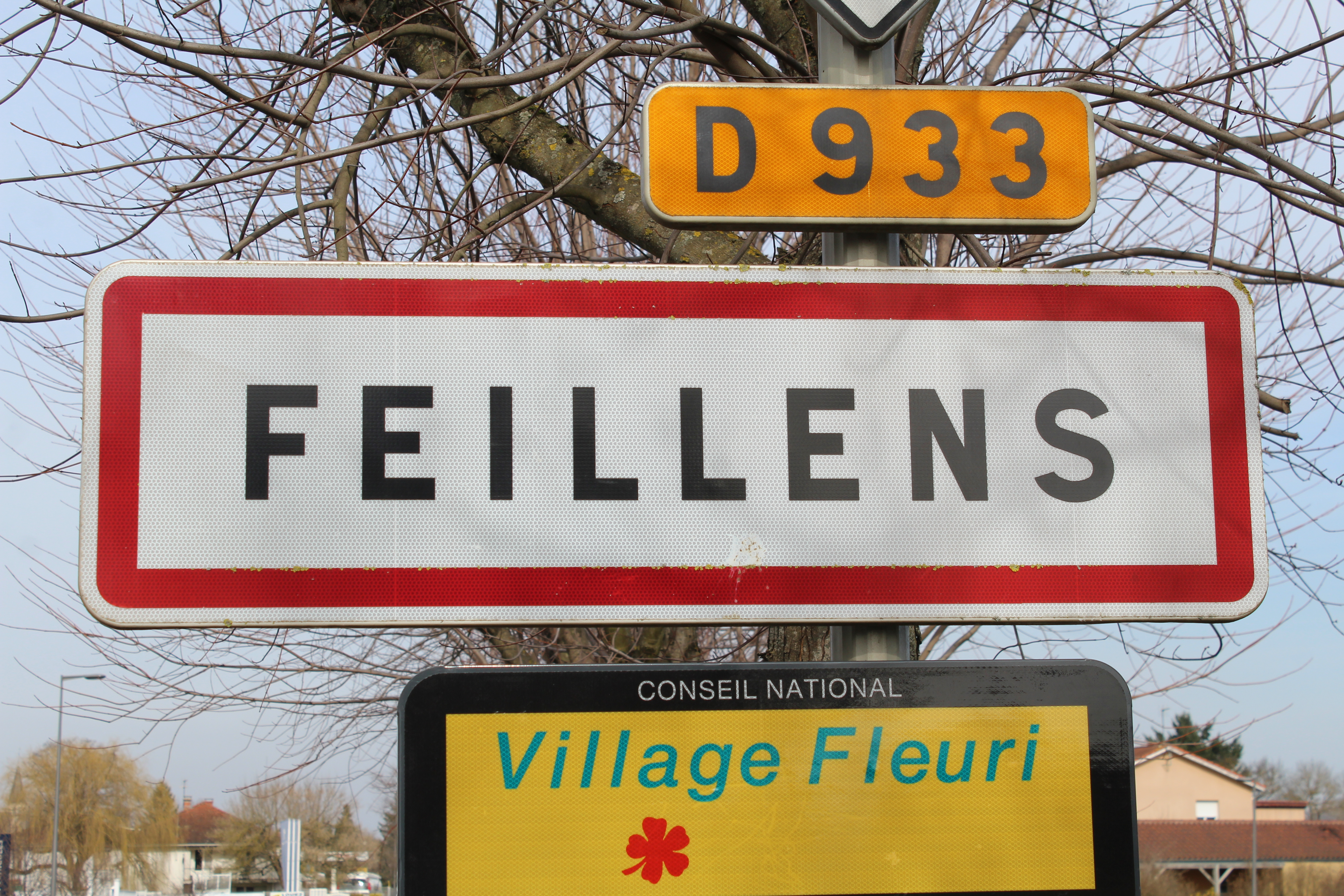
Panneau d'entrée.

La première référence à la commune se trouve sous le nom de Felins dans le cartulaire de Saint-Vincent-de-Mâcon en 996. Deux siècles plus tard en 1206, Felinz est évoqué comme étant le nom de la paroisse selon les titres de Laumusse.
En 1343, le documentaire linguistique de l'Ain cite Felienz et les archives de la Côte-d'Or font de même avec Fellienz en 1378. À la fin du siècle, en 1399, le nom du village est Fellens selon la même source.
Les archives de l'Ain mentionnent Felliens en 1402 et le cartulaire de Bourg utilise Feliens pour nommer la commune en 1412. Ensuite, les archives départementales parlent de Felenis en 1439, celles de la Côte-d'Or évoquent Feillienz en 1475. Enfin, le nom actuel de Feillens apparaît pour la première fois en 1497 dans le terrier des Chabeu.

## Histoire
- Le site de Feillens, situé le long de l'axe naturel de passage que constitue la Saône, a été occupé dès la Préhistoire. C'est probablement du Néolithique récent que datent les 6000 pièces lithiques recueillies au XXe siècle. Le même secteur a livré des fragments d'amphores et des tuiles romaines. On peut penser qu'il se trouvait à cet endroit un embarcadère gallo-romain[19].
- Village mentionné dès le Xe siècle, présence d'un prieuré dès le XIIe siècle.
- En 1601, après la fin de la Guerre franco-savoyarde qui se termine par le traité de Lyon, Feillens appartient à la France avec l'acquisition de celle-ci de la Bresse, du Bugey, du Valromey et du pays de Gex. Elle est par la suite intégrée à la province bourguignonne.
- Entre 1790 et 1795, le village dépendait du district de Pont-de-Vaux du fait de son intégration dans le canton de Bâgé-le-Châtel.
- La Saône fait souvent l'objet de crues qui inondent régulièrement les prairies du val de Saône. Deux d'entre elles furent particulièrement marquantes : celle de 1840 qui fut la plus importante jamais connue et celle de 1955.
- Pendant la Seconde Guerre mondiale, le SOE disposait du terrain d'atterrissage et de pick-up appelé « Marguerite » à Feillens.

## Politique et administration

### Tendances politiques et résultats
| Scrutin             | Scrutin             | 1er tour | 1er tour | 1er tour | 1er tour | 1er tour | 1er tour | 1er tour | 1er tour | 1er tour | 1er tour | 1er tour   | 1er tour | 2d tour | 2d tour | 2d tour | 2d tour | 2d tour | 2d tour |
| Scrutin             | Scrutin             | 1er      | 1er      | %        | 2e       | 2e       | %        | 3e       | 3e       | %        | 4e       | 4e         | %        | 1er     | 1er     | %       | 2e      | 2e      | %       |
| ------------------- | ------------------- | -------- | -------- | -------- | -------- | -------- | -------- | -------- | -------- | -------- | -------- | ---------- | -------- | ------- | ------- | ------- | ------- | ------- | ------- |
| Présidentielle 2017 | Présidentielle 2017 |          | LR       | 27,76    |          | FN       | 24,14    |          | EM       | 22,61    |          | LFI        | 11,16    |         | EM      | 62,72   |         | FN      | 37,28   |
| Présidentielle 2022 | Présidentielle 2022 |          | LREM     | 33,00    |          | RN       | 27,50    |          | LFI      | 10,74    |          | REC        | 9,08     |         | LREM    | 56,84   |         | RN      | 43,16   |
| Législatives 2022   | 4e                  |          | RN       | 24,78    |          | LREM-Ens | 17,88    |          | LR       | 18,05    |          | LREM-diss. | 13,90    |         | RN      | 67,95   |         | LFI     | 32,05   |
| Législatives 2024   | 4e                  |          | RN       | 38,92    |          | LR       | 30,12    |          | EELV-NFP | 15,48    |          | HOR-Ens    | 15,09    |         | HOR     | 51,19   |         | RN      | 48,81   |

### Rattachements administratifs et électoraux
Durant l'Ancien Régime, la commune était une communauté du mandement de Bâgé et du bailliage, de l'élection et de la subdélégation de Bourg.
Lors de la création des départements par la Révolution française, elle est intégrée au département de l'Ain et au district de Pont-de-Vaux. En 1800, après la suppression des districts, elle intègre l'arrondissement de Bourg-en-Bresse et reste dans le canton de Bâgé-le-Châtel.
Depuis au moins 1988, elle fait partie de la quatrième circonscription de l'Ain pour l'élection des députés.
En mars 2015, à l'occasion des élections départementales, le décret du 13 février 2014 portant sur le redécoupage cantonal des cantons de l'Ain entre en vigueur. Ainsi, la commune ainsi que toutes celles du canton, excepté Saint-Laurent-sur-Saône, sont intégrées au nouveau canton de Replonges.

### Administration municipale
Vingt-trois conseillers municipaux forment le conseil de la commune dont le maire et ses six adjoints. Dix-sept commissions de travail ont été créées :
- Bâtiments ;
- Urbanisme / assainissement ;
- Voirie / services techniques/ espaces verts ;
- Finances / budget ;
- Culture / sports / loisirs ;
- Vie scolaire / périscolaire / jeunesse ;
- Agricoles et environnement ;
- Information / communication / multimédia ;
- Aménagement du territoire (PLU – PERI) ;
- Commission d’appels d’offres ;
- Syndicat des eaux Saône-Veyle ;
- Syndicat intercommunal d’électricité de l’Ain ;
- Syndicat intercommunal d’endiguement ;
- Comité de jumelage ;
- Office du tourisme ;
- Correspondant défense ;
- CCAS.

### Liste des maires
| Période                                  | Période                | Identité                              | Étiquette       | Qualité |
| ---------------------------------------- | ---------------------- | ------------------------------------- | --------------- | --- |
| février 1825                             | février 1825           | Philibert Cordenod                    |                 | Adjoint assurant l'intérim |
| février 1825                             | novembre 1830          | Sébastien Bas                         |                 | Notaire |
| novembre 1830                            | septembre 1839 (décès) | Laurent Dalain                        |                 | Cultivateur |
| septembre 1839                           | septembre 1840         | Denis François Duvernay               |                 | Adjoint assurant l'intérim |
| septembre 1840                           | octobre 1865           | Antoine Dalain Fils de Laurent Dalain |                 | Cultivateur |
| octobre 1865                             | mai 1888               | Antoine Bévy                          |                 | Adjoint du précédent |
| mai 1888                                 | mai 1892               | Edmond Bévy                           |                 | Cultivateur |
| mai 1892                                 | décembre 1892          | Benoît Berry                          |                 | |
| décembre 1892                            | 1899                   | Laurent Guillon                       |                 | |
| Les données manquantes sont à compléter. |                        |                                       |                 | |
| mars 1983                                | juin 1995              | Jean Broyer                           |                 | |
| juin 1995                                | En cours               | Guy Billoudet                         | DVD puis UMP-LR | Responsable de magasin Conseiller général du canton de Bâgé-le-Châtel (2011 → 2015) Conseiller départemental du canton de Replonges (2015 → ) Président de la CC Bresse et Saône (2017 → ) Réélu en 2001, 2008, 2014 et 2020 |
| Les données manquantes sont à compléter. |                        |                                       |                 | |

### Intercommunalité
Jusqu'au 31 décembre 2016, Feillens appartenait à la communauté de communes du pays de Bâgé, intercommunalité créée le 1er janvier 1998 à la suite de la dissolution du SIVOM du canton de Bâgé créé en 1972. Ce jour de 1998 vit aussi la disparition de Saint-Laurent-sur-Saône qui rejoint alors la communauté d'agglomération du Mâconnais - Val-de-Saône. Depuis le 1er janvier 2017, la commune est intégrée à la nouvelle communauté de communes du pays de Bâgé et de Pont-de-Vaux. Cette dernière regroupe les communes de l'ancienne intercommunalité à celles du canton de Pont-de-Vaux. La structure devient communauté de communes Bresse et Saône le 13 décembre de la même année.
Une autre structure regroupe l'intercommunalité à d'autres de la région. Le syndicat mixte Bresse Val de Saône, créé en 1995, regroupe 40 communes,. Son but est de négocier les procédures que proposent l'Union européenne, l'État ou la région Auvergne-Rhône-Alpes qui pourraient développer un territoire plus vaste que la simple communauté de communes.
Enfin, comme la totalité des communes du département de l'Ain, le village appartient au syndicat intercommunal d'énergie et de e-communication de l'Ain, organisation fondée le 11 mars 1950. Le syndicat est compétent dans la gestion des réseaux d'électrification, de gaz, de l'éclairage public, de la communication électronique. En plus de ces compétences, la structure accompagne les communes pour qu'elles puissent maîtriser leur consommation d'énergie, gère un système d'information géographique et a mis en place dans le département, par l'intermédiaire de sa régie Réso-Liain, un réseau de fibre optique pour avoir accès à Internet à très haut débit

### Jumelages

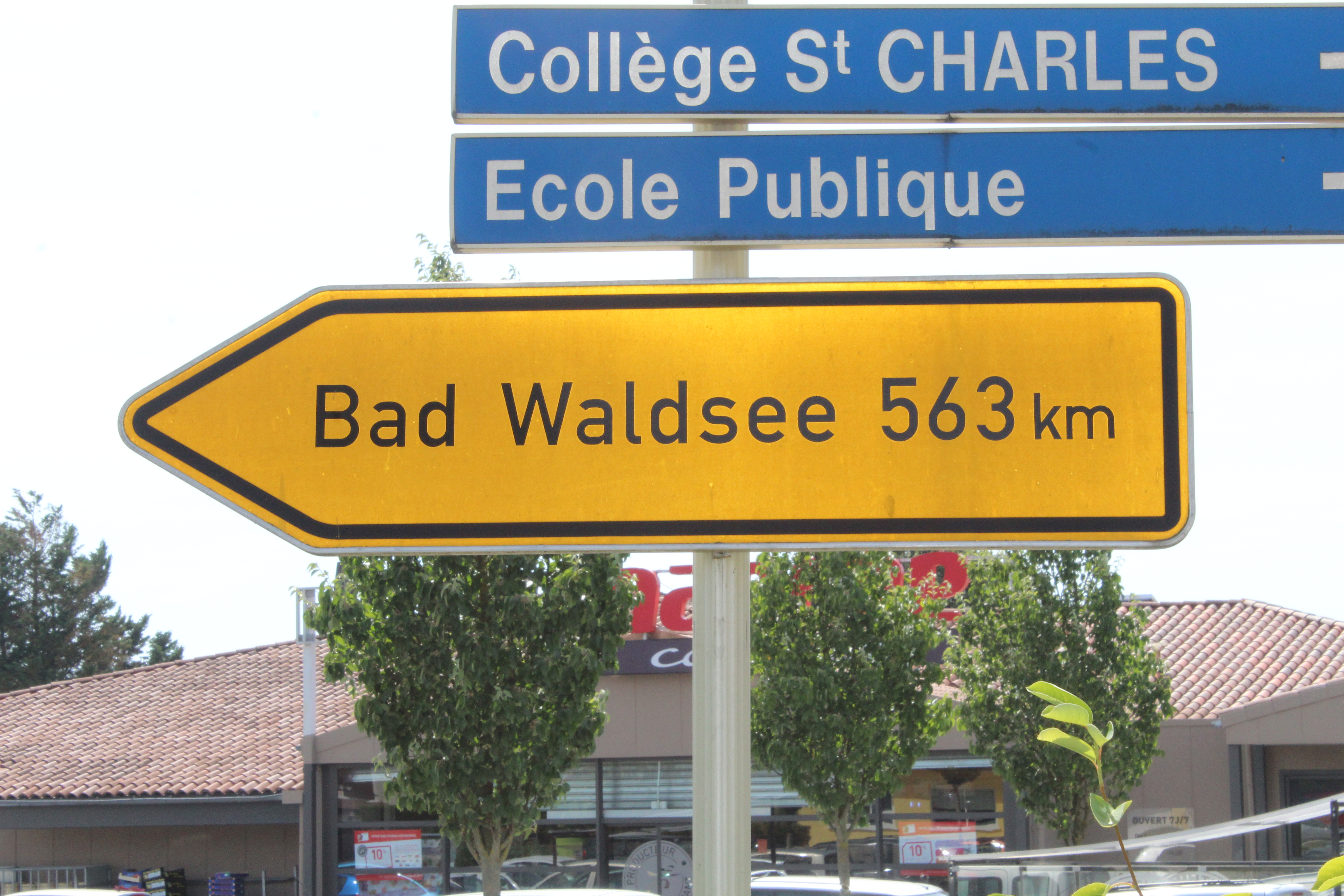
Panneau indiquant la distance entre Feillens et Bad Waldsee.

| \| Bad Waldsee Feillens \| Localisation des communes jumelées. |
| Bad Waldsee Feillens                                           |

La communauté de communes du pays de Bâgé dont la commune faisait partie jusqu'à sa dissolution est jumelée avec la commune de Bad Waldsee localisée au sud de la Bavière en Allemagne depuis le 13 octobre 1991. Ce jumelage est né d'un échange franco-allemand débuté en 1977 grâce à Roger Poulnard, fondateur du lycée de Bâgé-la-Ville, et à MM. Subreville et Batho, professeurs d'allemand du collège. Ces derniers ont fait une demande de contact avec un établissement de l'Allemagne auprès du ministère de l'Éducation nationale qui leur ont répondu favorablement en leur proposant la Realschule de Bad Waldsee. Une dizaine de mois après avoir reçu cette réponse, Herr Schültz, professeur de français à la Realschule arrive en France avec 15 collégiens,. Ce n'est qu'une quinzaine d'années plus tard que l'échange scolaire devient un jumelage intercommunal. Depuis, un voyage est organisé chaque année et les élèves choisissant d'étudier l'allemand ont un correspondant.

## Population et société

### Démographie
L'évolution du nombre d'habitants est connue à travers les recensements de la population effectués dans la commune depuis 1793. Pour les communes de moins de 10 000 habitants, une enquête de recensement portant sur toute la population est réalisée tous les cinq ans, les populations de référence des années intermédiaires étant quant à elles estimées par interpolation ou extrapolation. Pour la commune, le premier recensement exhaustif entrant dans le cadre du nouveau dispositif a été réalisé en 2004.
En 2022, la commune comptait 3 388 habitants, en évolution de +4,12 % par rapport à 2016 (Ain : +5,15 %, France hors Mayotte : +2,11 %).
| 1793  | 1800  | 1806  | 1821  | 1831  | 1836  | 1841  | 1846  | 1851  |
| ----- | ----- | ----- | ----- | ----- | ----- | ----- | ----- | ----- |
| 2 286 | 1 418 | 2 227 | 2 422 | 2 526 | 2 590 | 2 647 | 2 684 | 2 720 |

| 1856  | 1861  | 1866  | 1872  | 1876  | 1881  | 1886  | 1891  | 1896  |
| ----- | ----- | ----- | ----- | ----- | ----- | ----- | ----- | ----- |
| 2 738 | 2 704 | 2 658 | 2 648 | 2 669 | 2 608 | 2 591 | 2 553 | 2 478 |

| 1901  | 1906  | 1911  | 1921  | 1926  | 1931  | 1936  | 1946  | 1954  |
| ----- | ----- | ----- | ----- | ----- | ----- | ----- | ----- | ----- |
| 2 423 | 2 421 | 2 333 | 2 137 | 2 075 | 2 024 | 2 071 | 2 086 | 2 153 |

| 1962  | 1968  | 1975  | 1982  | 1990  | 1999  | 2004  | 2006  | 2009  |
| ----- | ----- | ----- | ----- | ----- | ----- | ----- | ----- | ----- |
| 2 296 | 2 538 | 2 605 | 2 595 | 2 624 | 2 933 | 2 997 | 3 112 | 3 107 |

| 2014  | 2019  | 2022  | - | - | - | - | - | - |
| ----- | ----- | ----- | - | - | - | - | - | - |
| 3 225 | 3 365 | 3 388 | - | - | - | - | - | - |

### Enseignement
Il existe trois établissements scolaires à Feillens dont un collège. L'école publique de Feillens située derrière la mairie regroupe des élèves de la toute petite section au CM2 répartis dans sept classes. Elle a été inaugurée en 2000 et la cour de récréation sépare les bâtiments des classes de maternelle et de primaire.
L'école privée catholique dite de Limerol située le long de la rue de l’École privée accueille environ 300 élèves répartis dans douze classes.
Le collège privé catholique Saint-Charles localisé près de la rue de l'Église forme avec l'école de Limerol l'OGEC Saint-Rambert. À l'origine le collège était une fondation privée dirigée par les sœurs de Saint-Charles de Lyon qui se destinait à l'éducation des filles et à la visite des malades. Une pharmacie fut établie en 1807. Cet établissement accueille 457 collégiens de la 6e à la 3e.

Établissements scolaires.
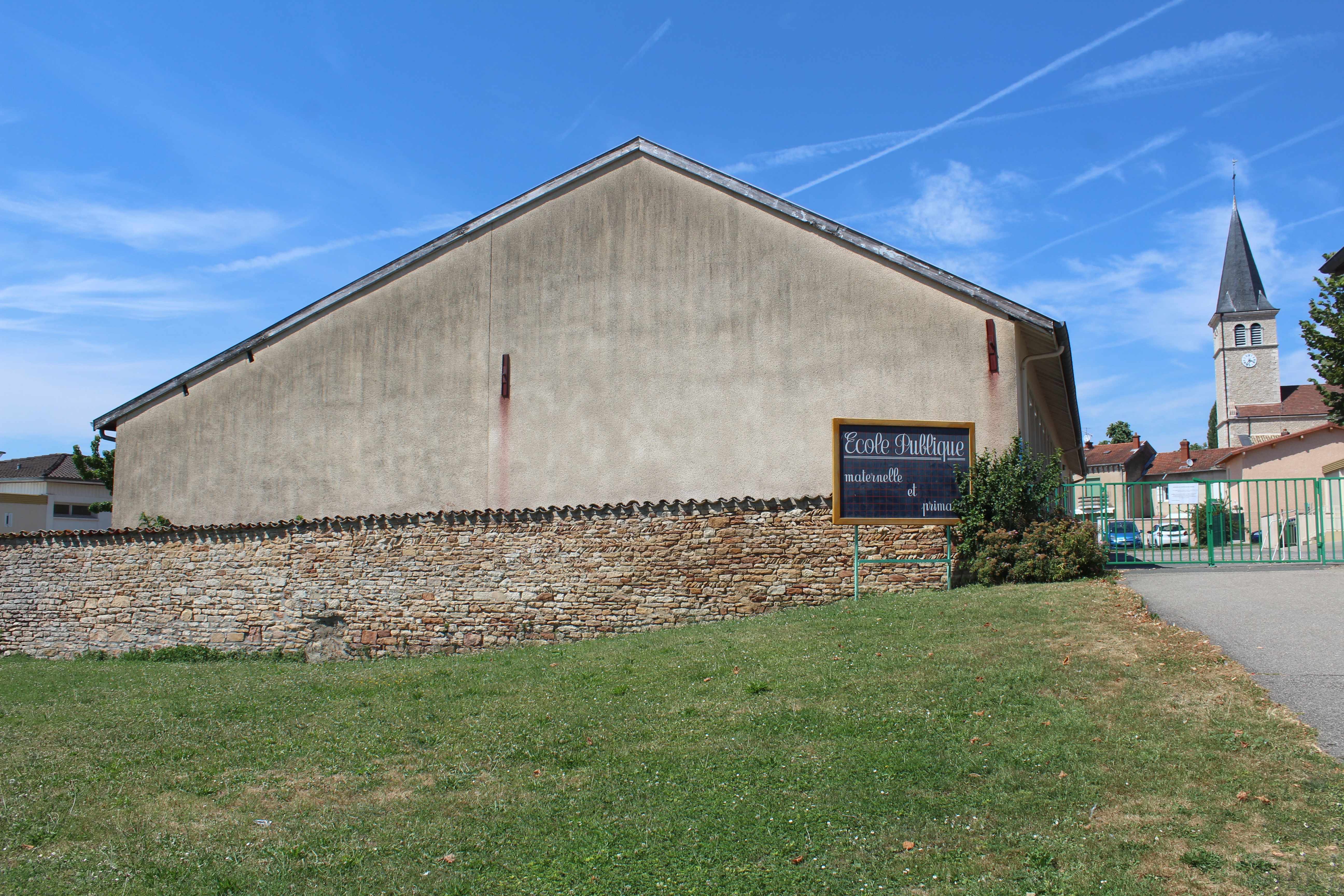
École publique.
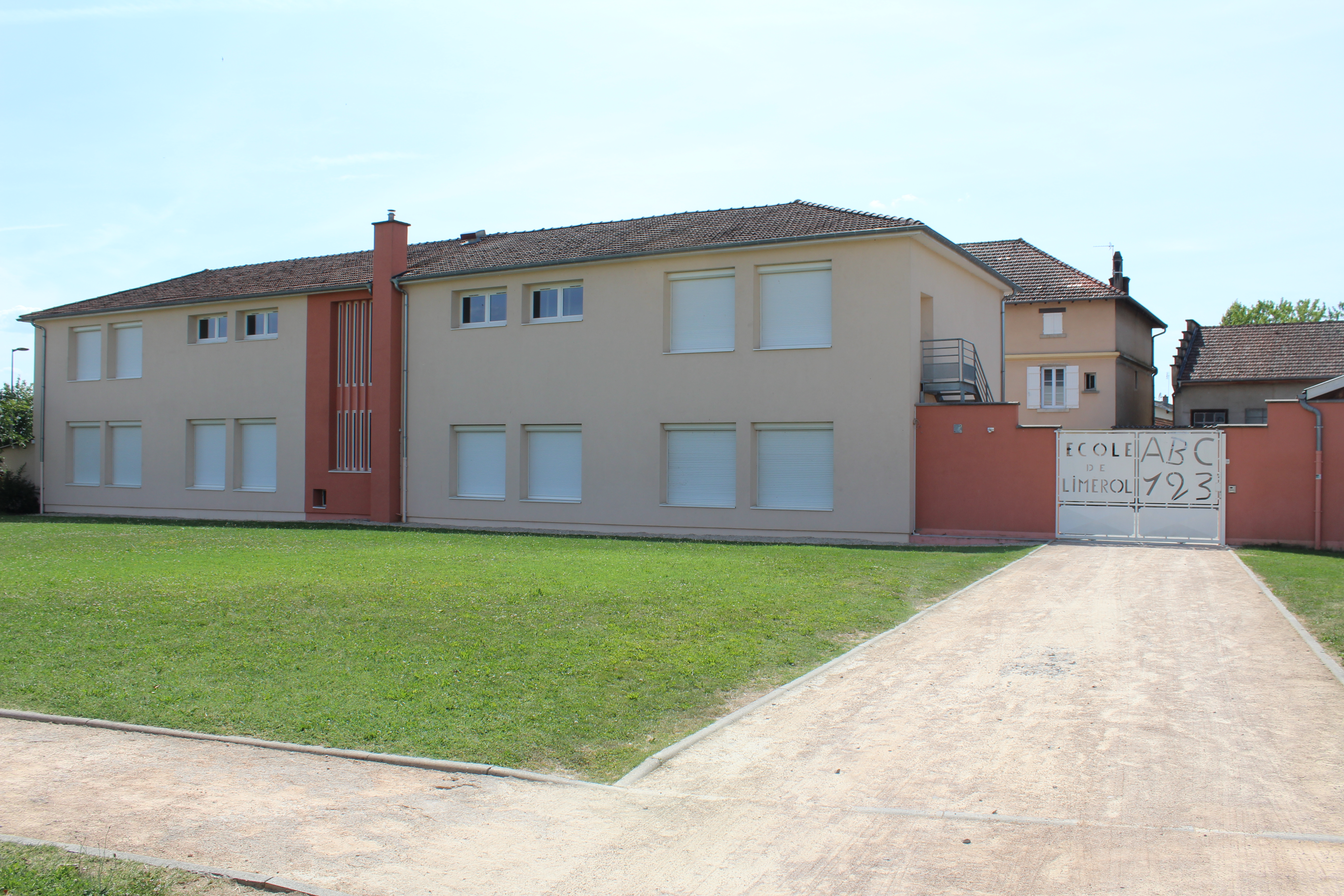
École privée de Limerol.
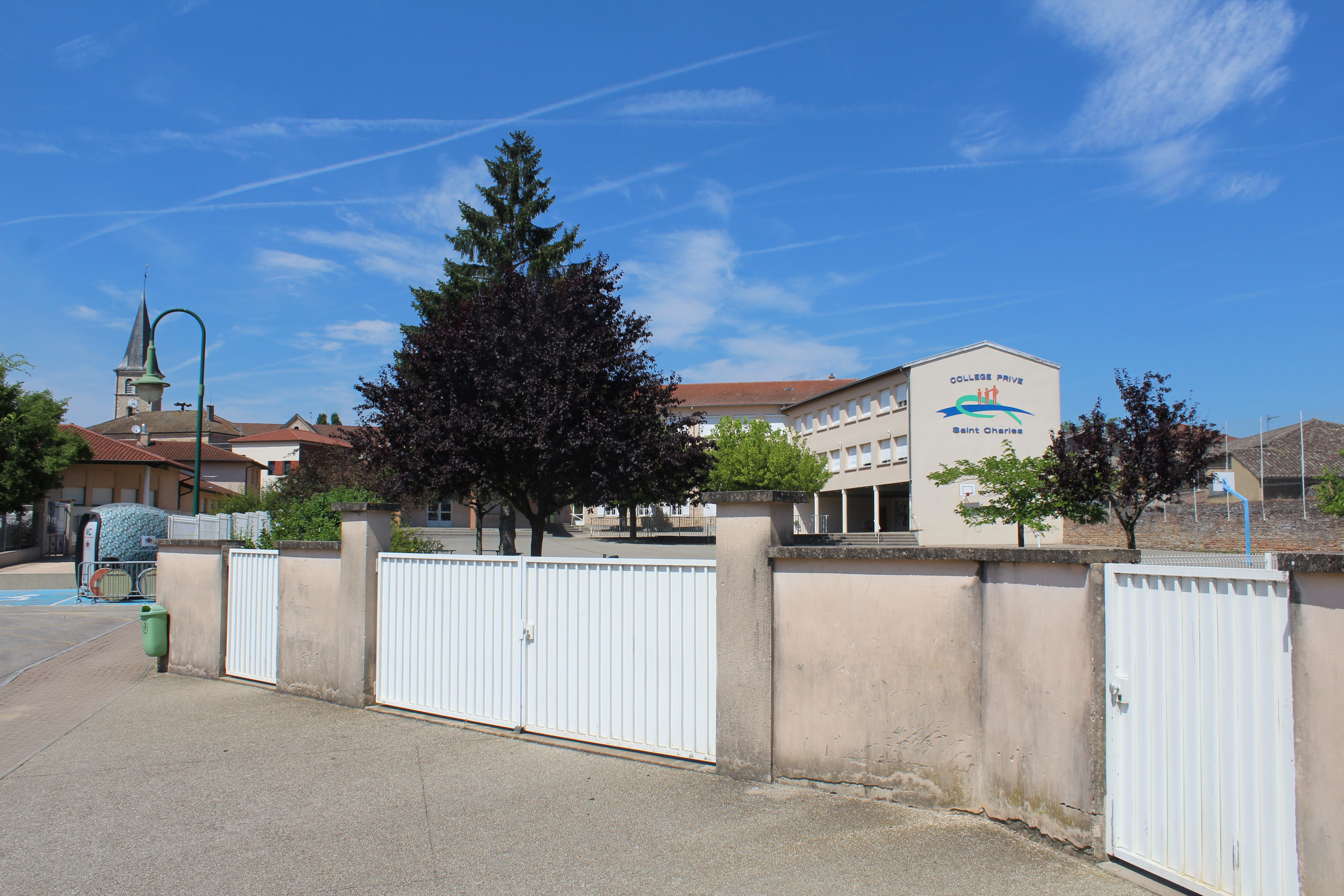
Collège Saint-Charles.

Le collège de secteur des élèves de la commune est le collège Roger-Poulnard situé à Bâgé-la-Ville. Après la fin de leur classe de 3e, ils sont dirigés vers le lycée René-Cassin de Mâcon.

### Sports

#### Clubs sportifs
De nombreux clubs sportifs permettent aux Feillendits de pratiquer une activité sportive.
Les sports collectifs sont représentés avec par exemple l'Union sportive de Feillens, un club de football évoluant au niveau régionale 2 de la ligue Auvergne-Rhône-Alpes. Pour les catégories U15, U17 et U19, les jeunes jouent avec l'Essor Bresse Saône qui regroupe l'US Feillens avec les clubs de l'US Replonges, le FC Manziat et l'AS Bâgé qui sont tous issus du Pays de Bâgé. Il existe aussi un club de basket, le Basket club de Feillens. Pour pratiquer une activité physique pour le loisir, le Sport Détente Feillens propose plusieurs sports collectifs à pratiquer chaque lundi.
Au niveau individuel, les sports de raquette sont représentés avec le Tennis club de Feillens et le Club de tennis de table de Feillens.
On trouve aussi deux associations de sports de boules que sont l'Union bouliste de Feillens et le Quillon de Feillens ainsi que deux de danse : Les locustelles et Dynamic'Danse qui propose du modern'jazz.
Pour les passionnés de deux-roues, le Vélo Loisirs de Feillens et le Moto-club de Feillens permettent la pratique du vélo pour l'un et de la motocross pour l'autre.
Enfin, on peut citer d'autres clubs comme le Judo Club Feillens Val de Saône, la Gym Volontaire Dame ainsi que les Écuries des Sablons.

#### Infrastructures sportives

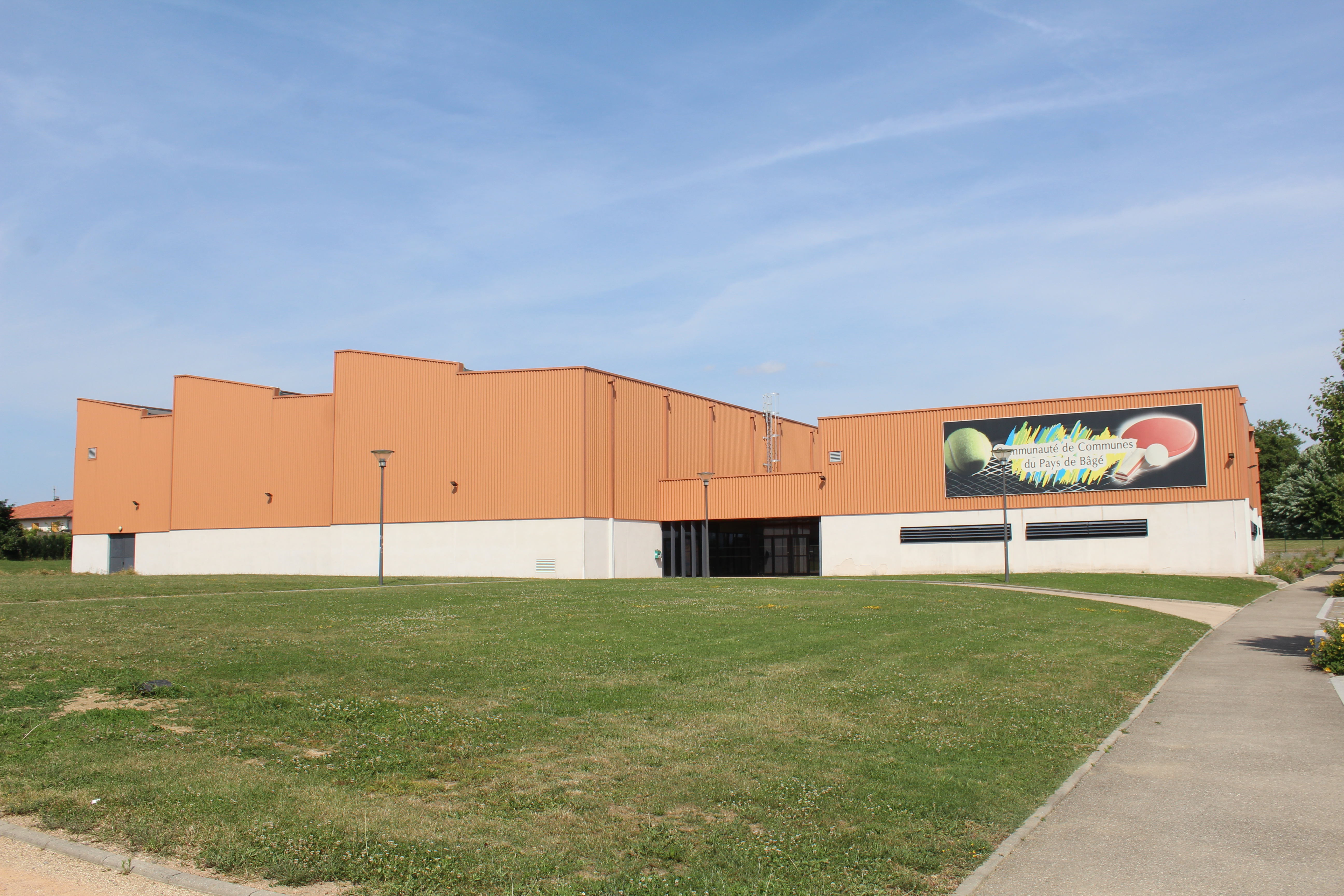
Gymnase près de l'école privée.

- Le gymnase des Dîmes est un complexe sportif qui accueille notamment les rencontres de basketball.
- Un autre gymnase, près de l'école privée, possède deux courts de tennis couverts, une salle pour le judo et une pour le tennis de table.
- Le stade des Dîmes situé près du gymnase du même nom regroupe deux terrains de football.
- Deux courts de tennis longent le terrain honneur de football.
- Au lieu-dit les Chatrées en bordure de Saône se trouve le terrain de motocross.
- Aux Sablons, près du hameau de Montagnat, on trouve le centre équestre des écuries des Sablons.

### Médias
- Le journal Le Progrès propose une édition locale aux communes de l'Ain. Il paraît du lundi au dimanche et traite des faits divers, des évènements sportifs et culturels au niveau local, national, et international.
- Le journal Voix de l'Ain est un hebdomadaire publié les vendredis qui propose des informations locales pour les différentes régions du département de l'Ain.
- La chaîne France 3 Rhône Alpes Auvergne est disponible dans la région.

### Numérique
Depuis 2014, la commune dispose du très haut débit sur 25 à 50 % de la commune  avec la fibre optique grâce au réseau public de fibre optique LIAin régi par le syndicat intercommunal d'énergie et de e-communication de l'Ain.

### Environnement

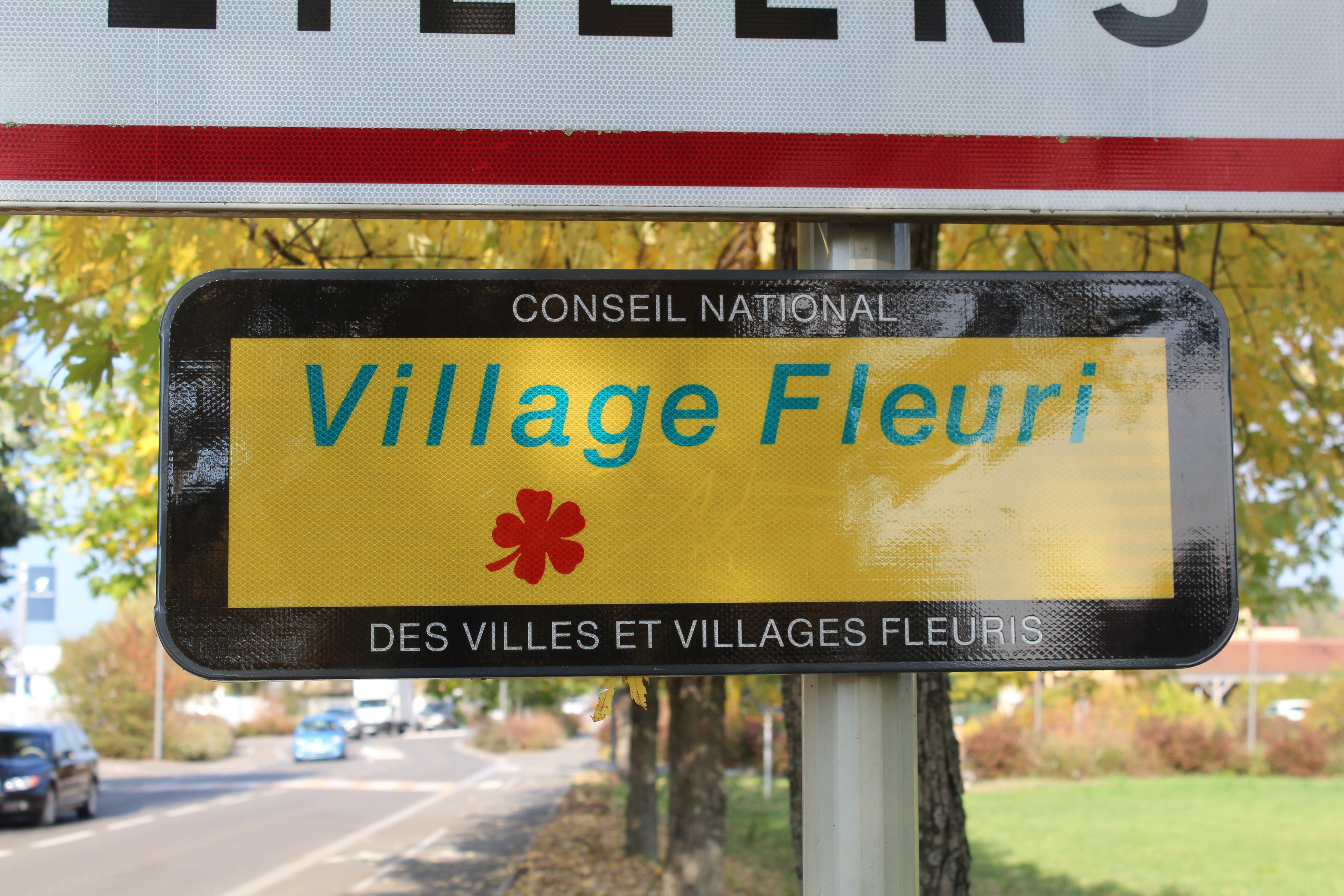
Panneau avec une fleur.

La commune a obtenu sa première fleur au concours des villes et villages fleuris en 2015,.

## Économie
Au sud de la commune, près de la sortie d'autoroute, on trouve la zone d'activités de Feillens Sud. Cette zone regroupe des entreprises de l'automobile, de la vente de tubes en plastique ainsi qu'une entreprise proposant des produits de la gamme traiteurs et sandwich. La zone est aussi le lieu qui accueille une centrale d'enrobage dont la construction fut l'objet de fortes oppositions.
Outre cette zone d'activités, le centre de Feillens comporte de nombreux services et commerces. Sur le territoire communal, principalement entre le bourg et la Saône, de nombreux terrains sont utilisés pour la culture de légumes qui est facilitée par le sol sableux dû à la rivière.

Zone d'activités de Feillens Sud.

## Culture et patrimoine

### Lieux et monuments

#### Croix de chemins
De nombreuses croix de chemins sont dispersées dans la commune. Parmi elles, la croix de chemin de Feillens fait l’objet d’un classement au titre des monuments historiques depuis 1927.

Croix de chemins.
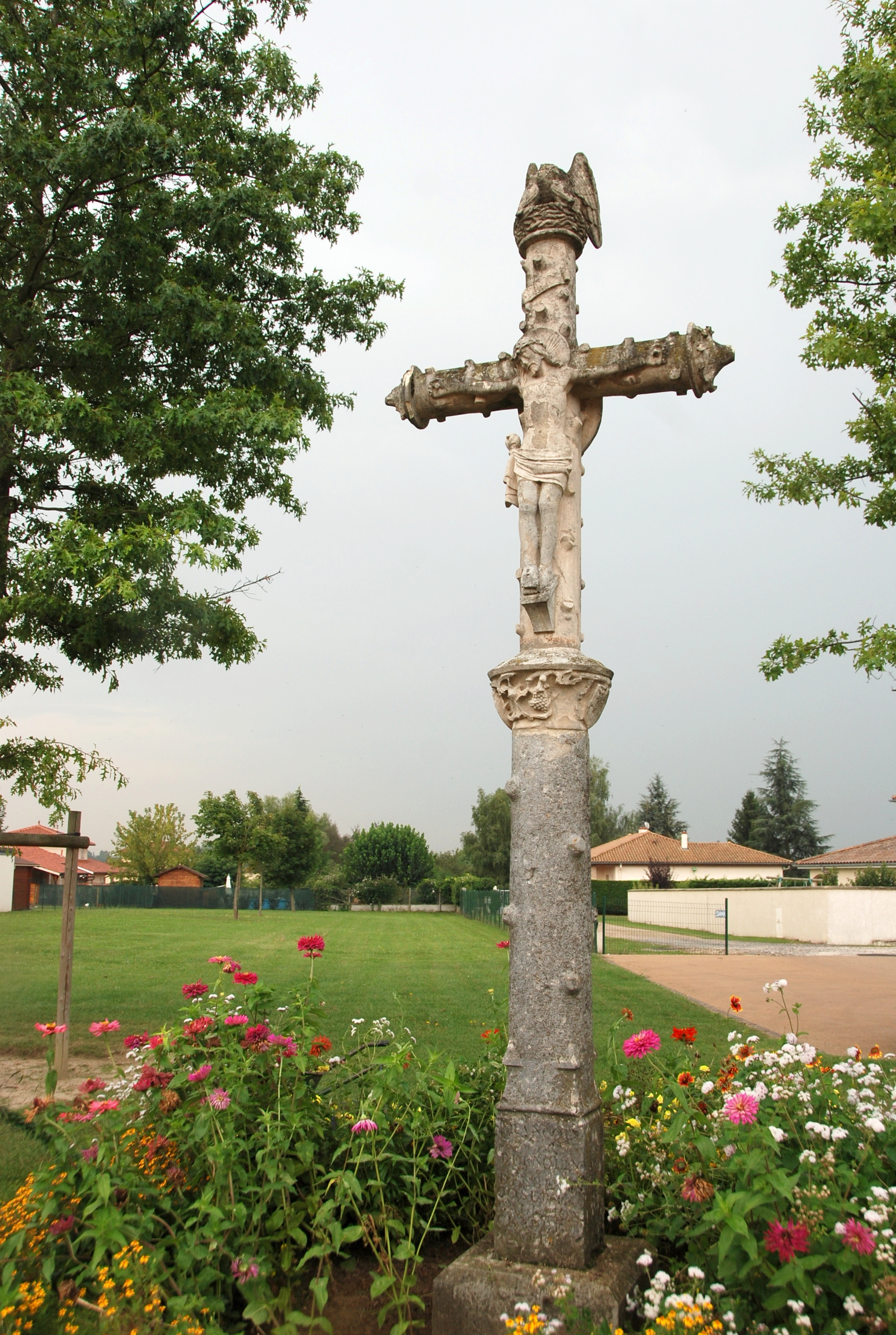
Croix de chemin de Feillens.
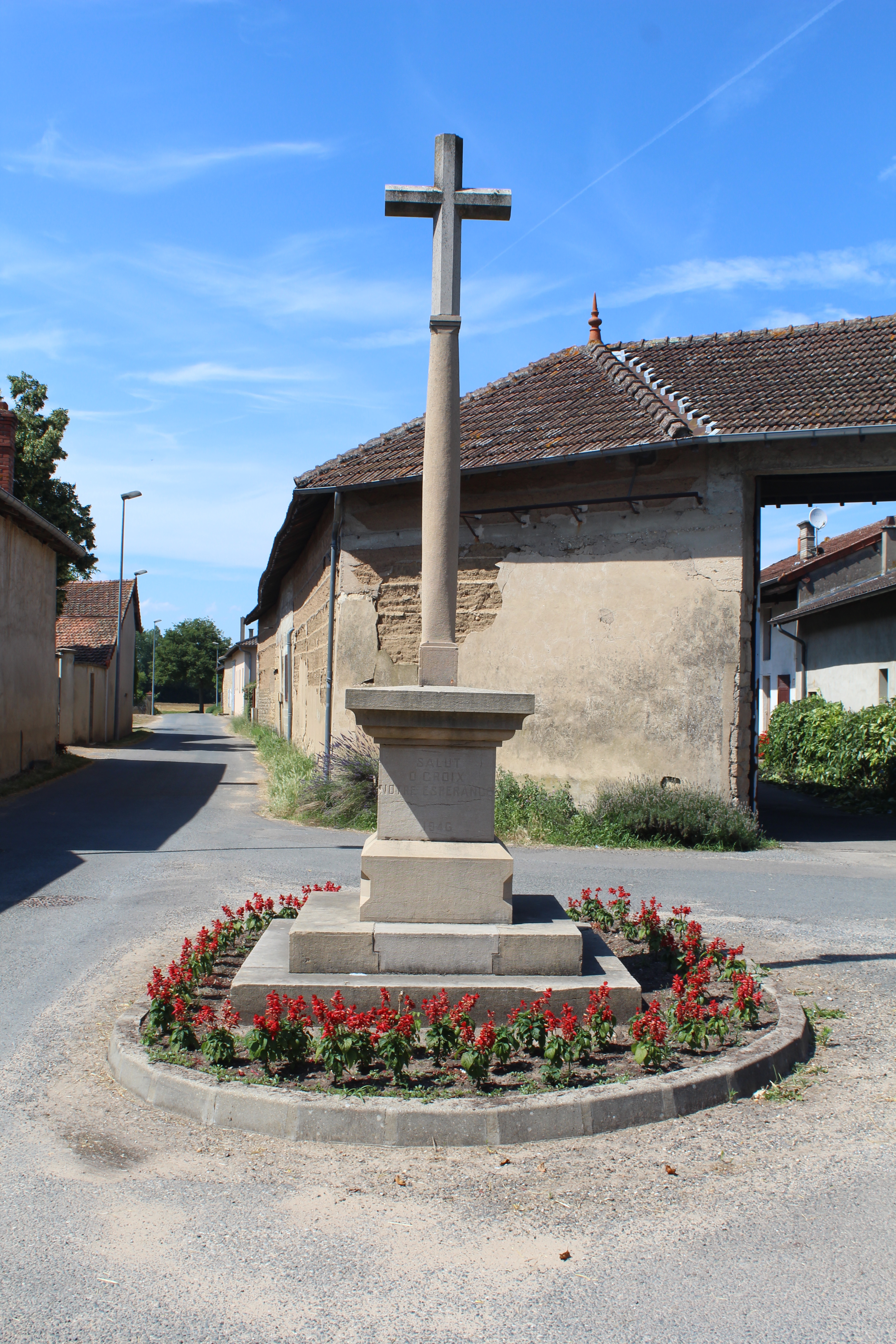
Croix des Beys.
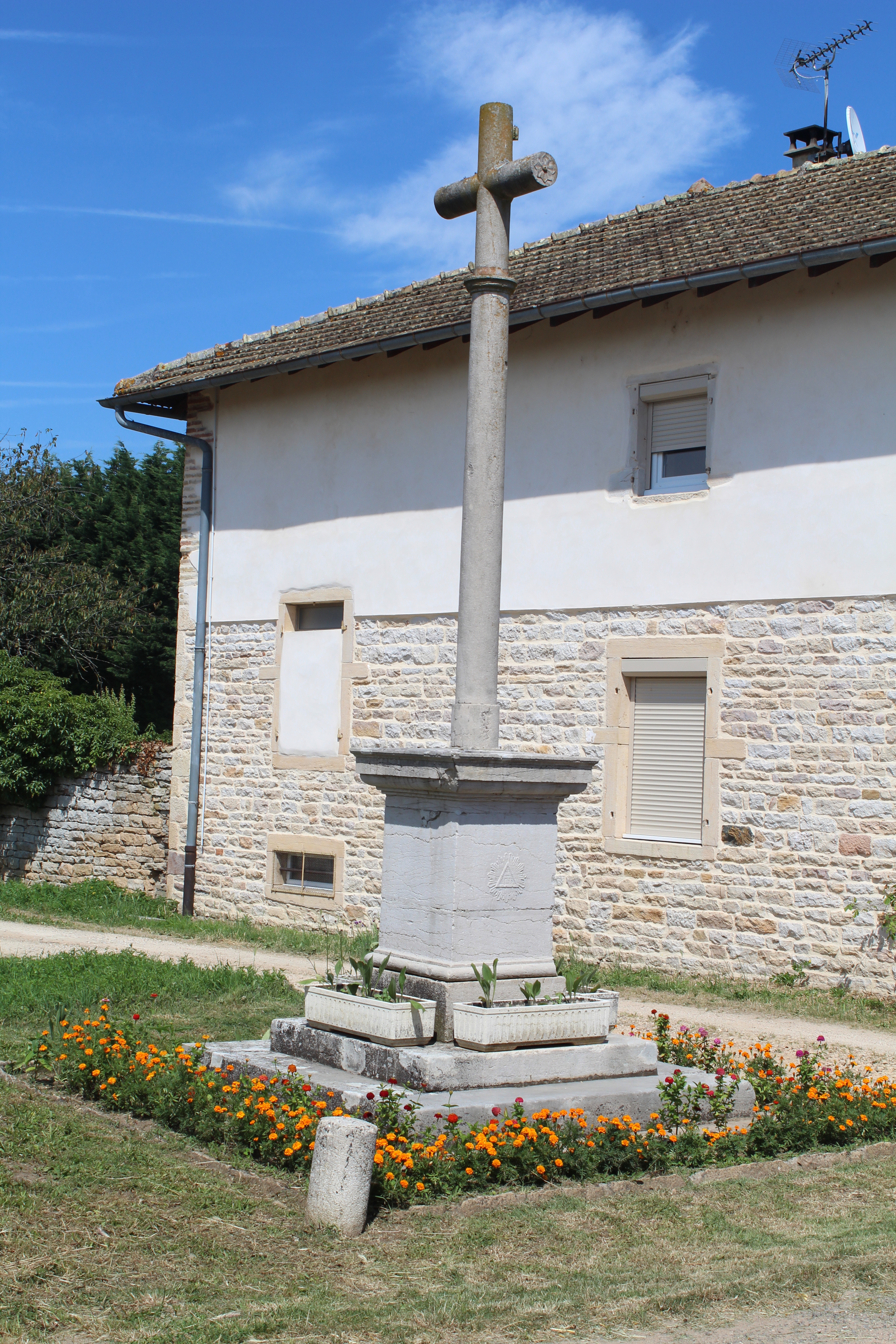
Croix de Brux.
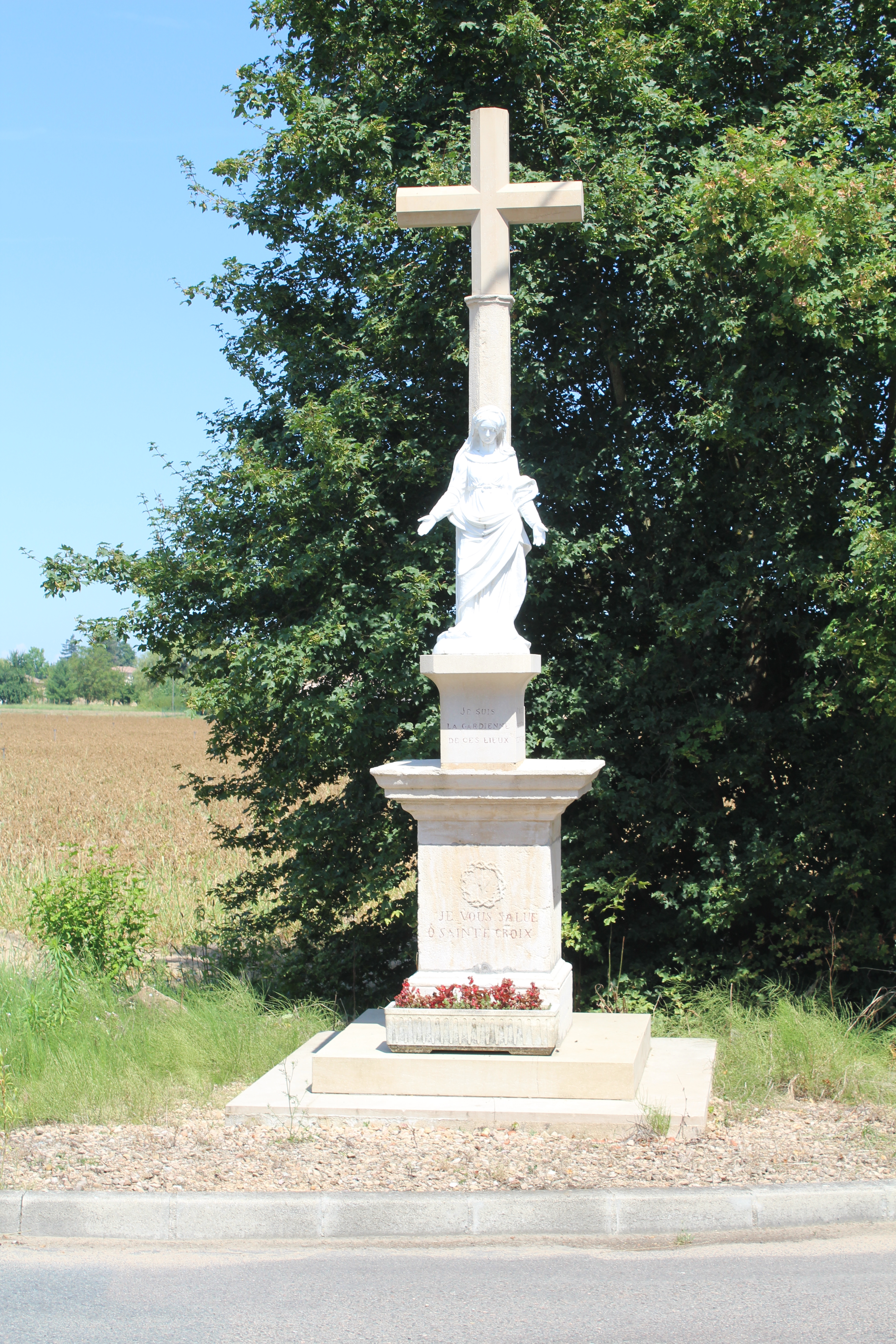
Croix du Dégottet
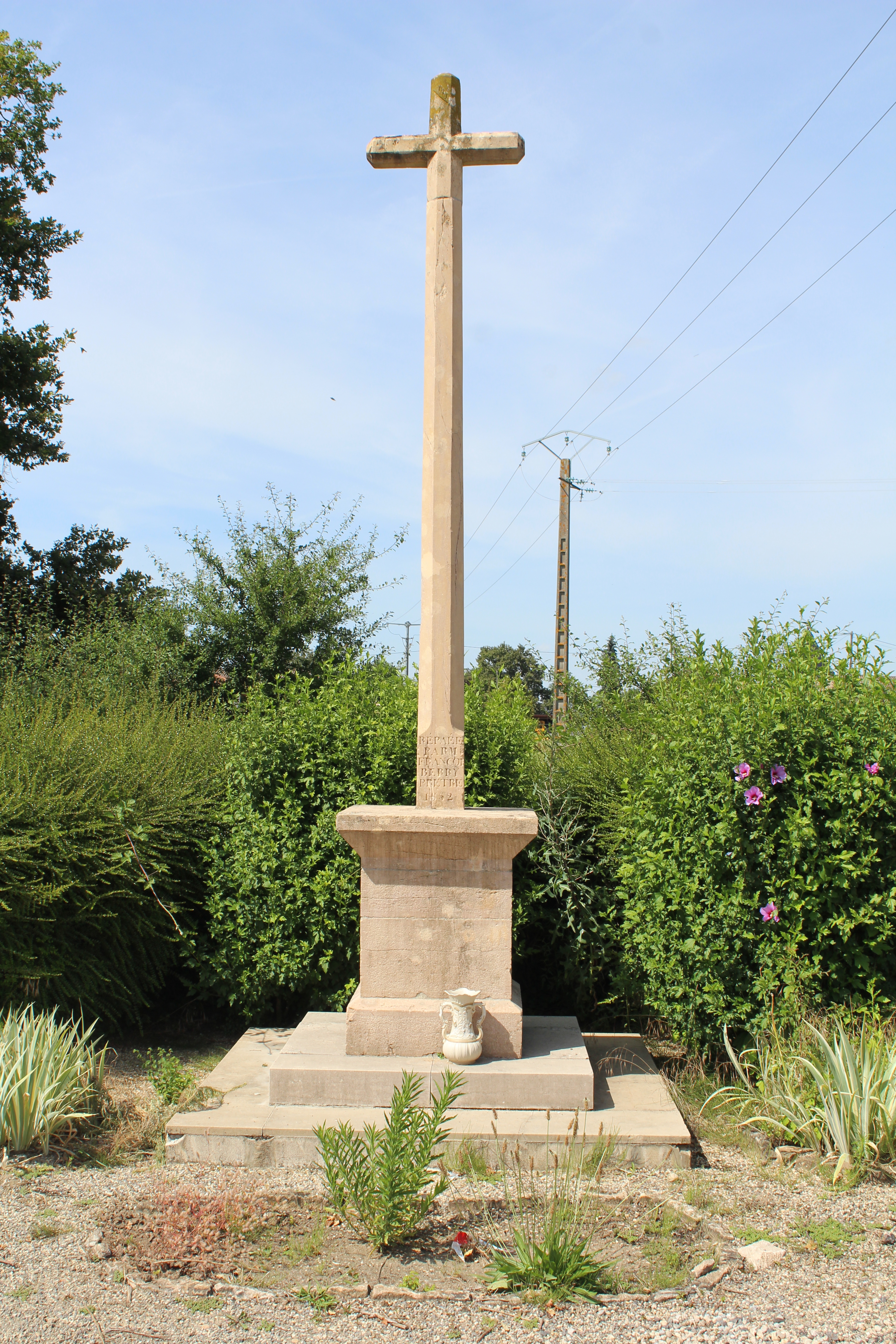
Croix des Fromentaux.
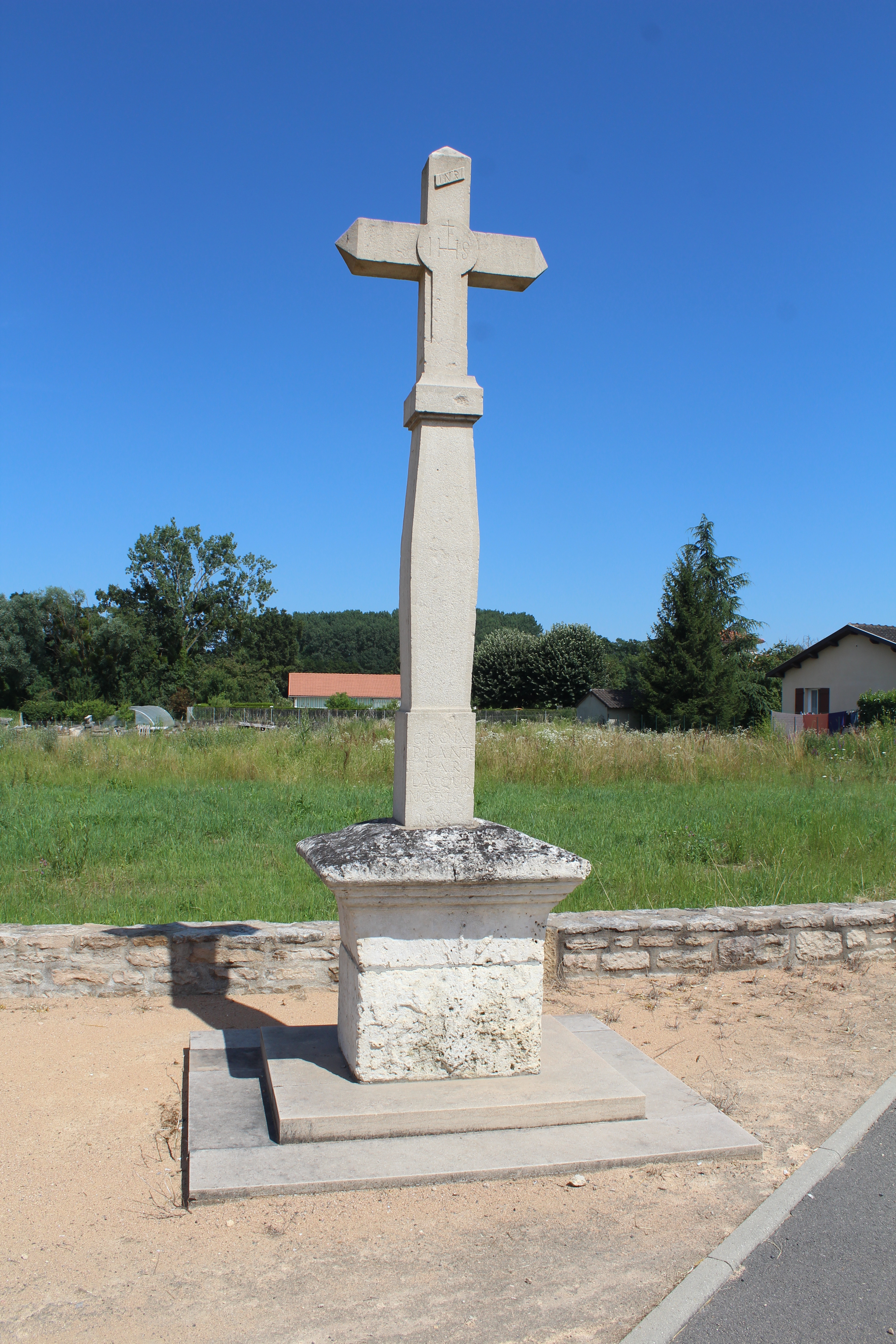
Croix de Limerol.
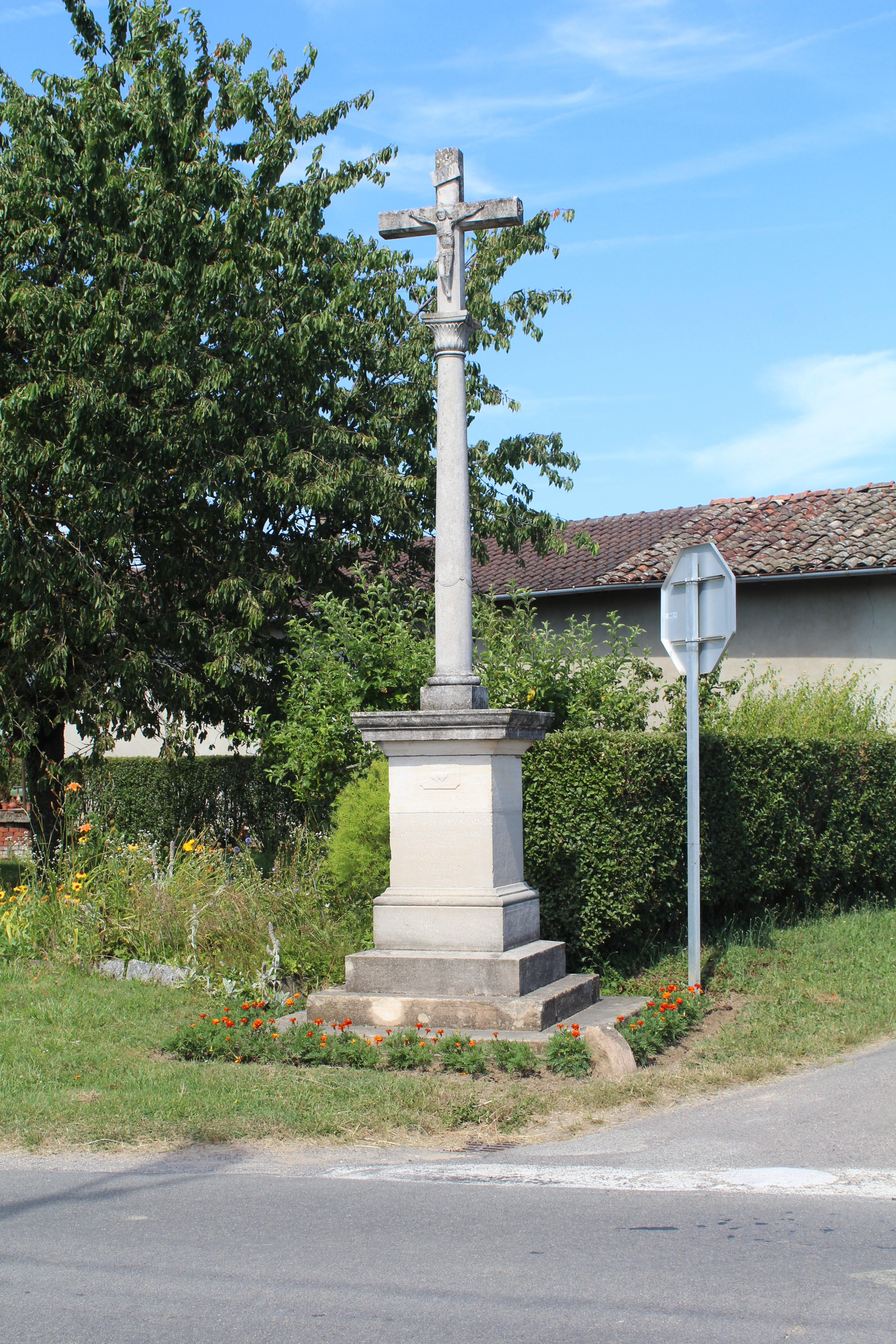
Croix de Montagnat.
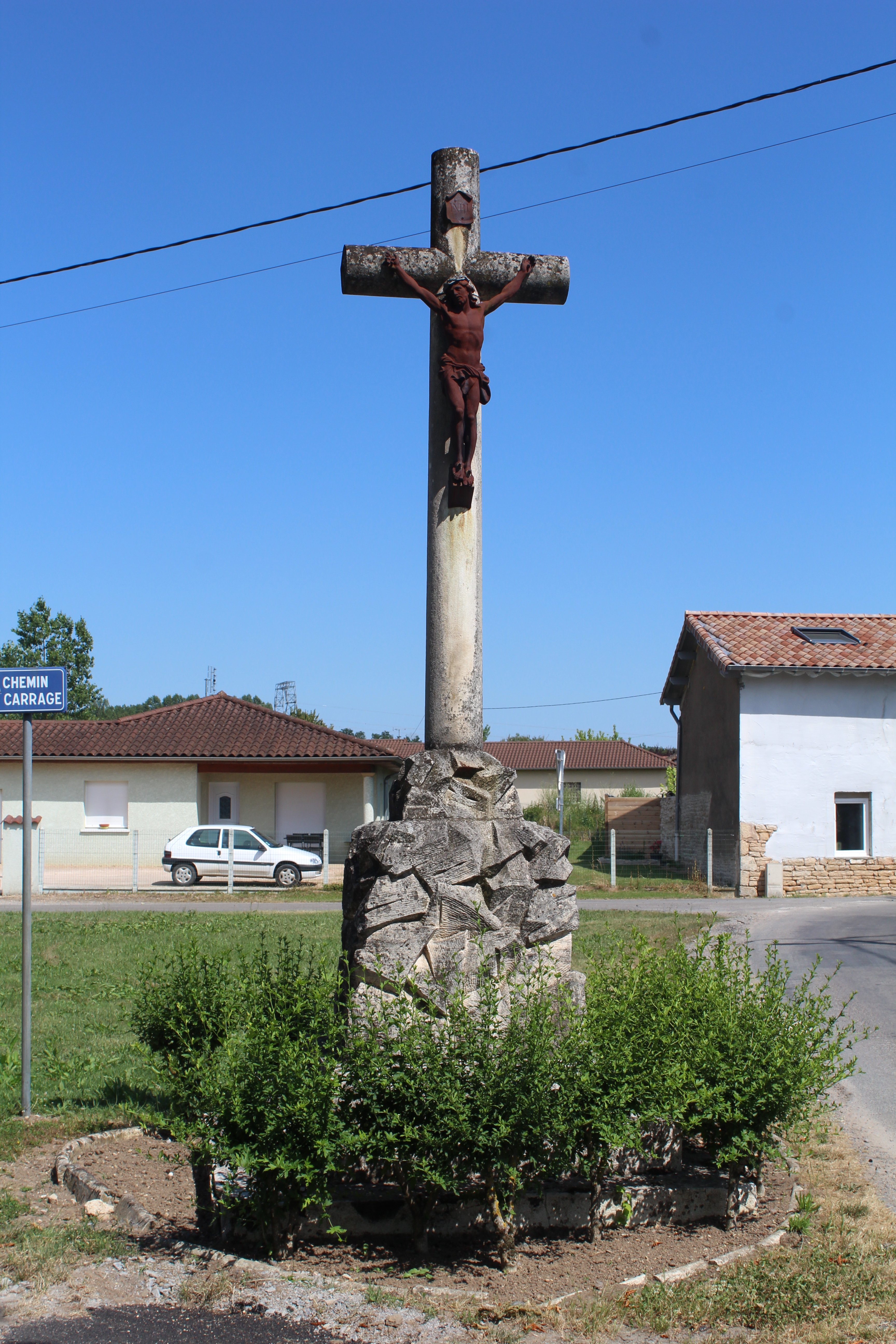
Croix de Montgrimoux.
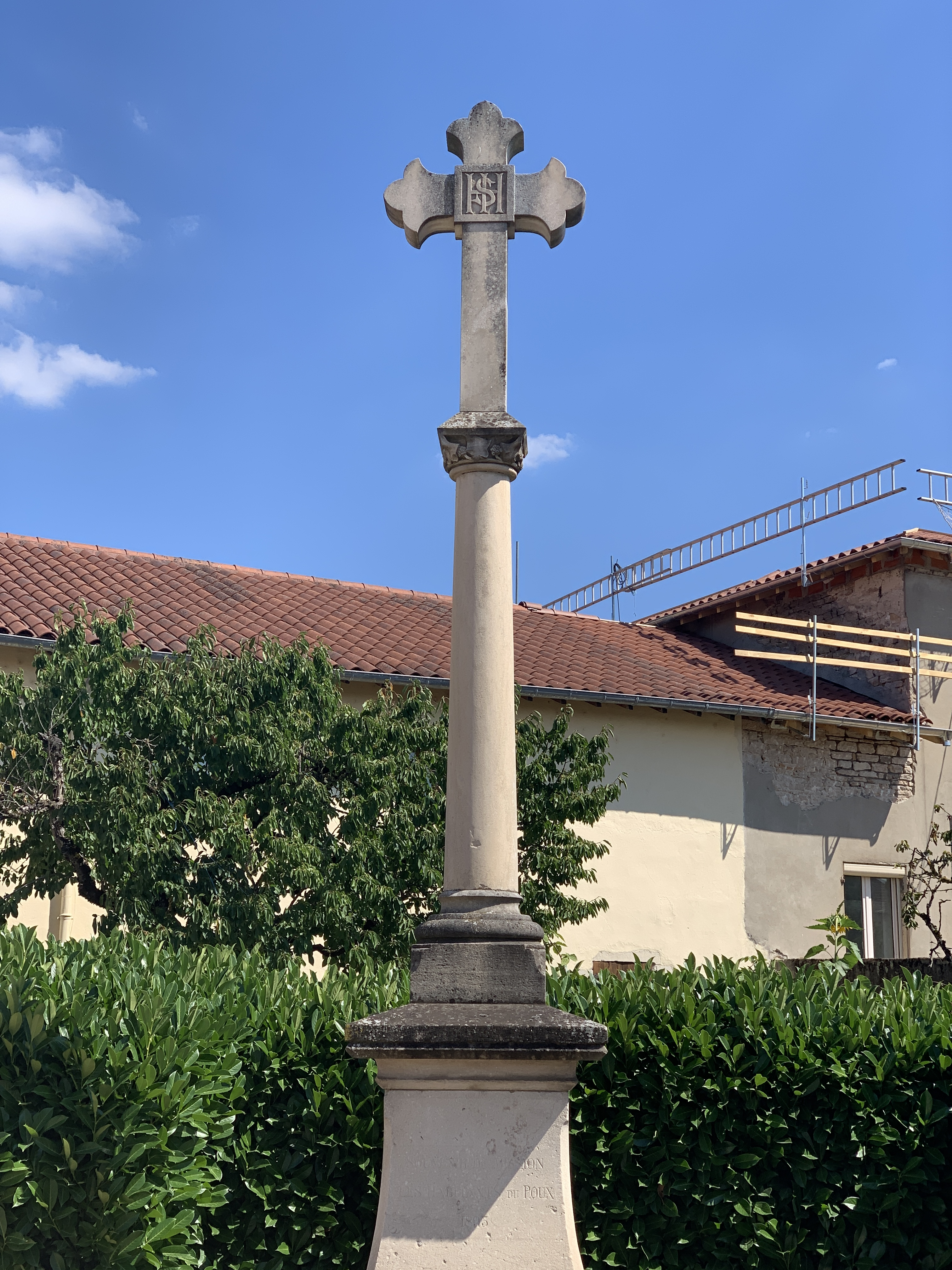
Croix du Poux.
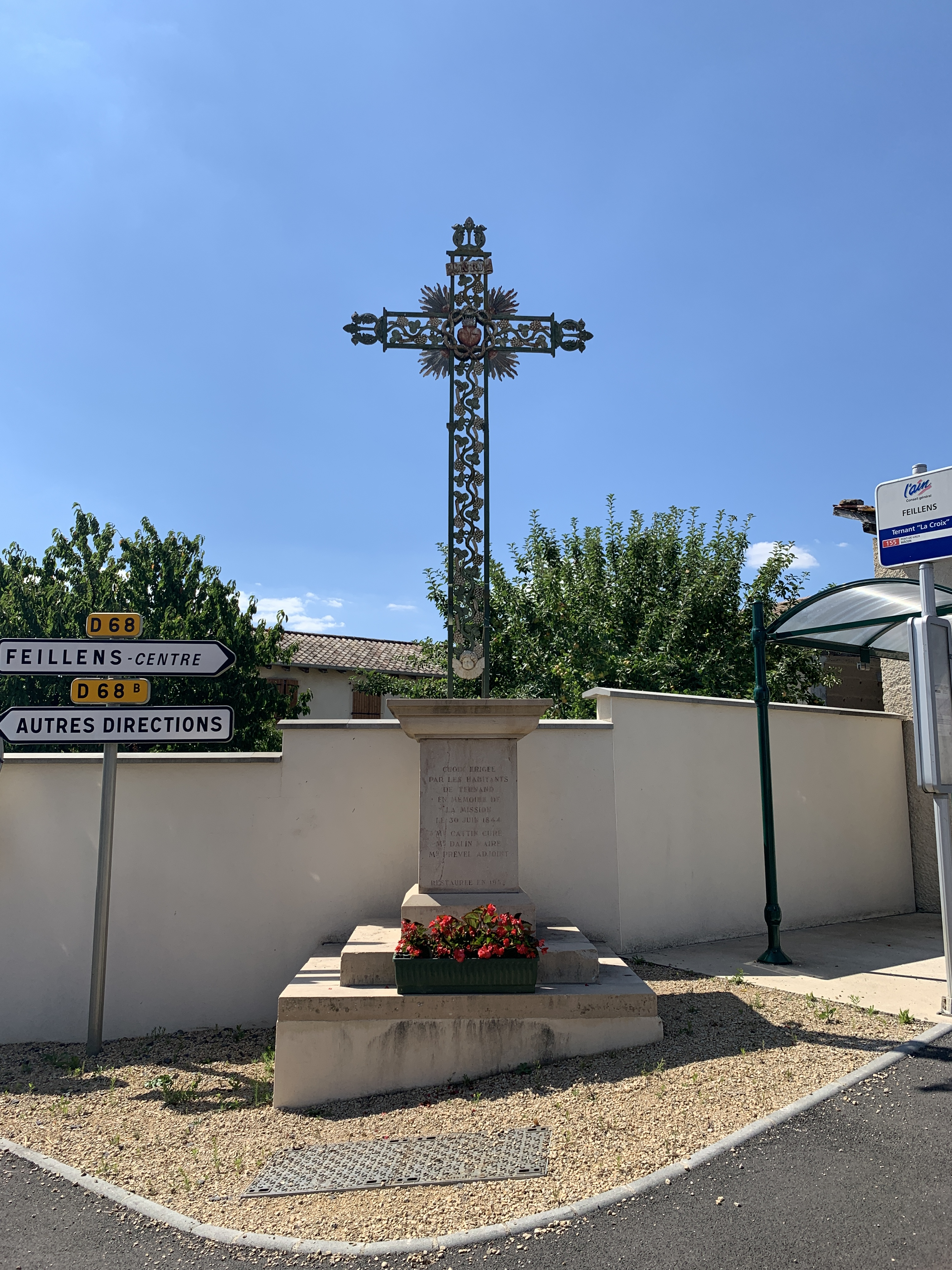
Croix de Ternant.

#### Monuments aux morts
Trois monuments aux morts sont localisés dans Feillens. Le plus ancien est le monument commémoratif de la guerre de 1870. Inauguré le 18 octobre 1897, il a été déplacé à son emplacement actuel, c'est-à-dire derrière l'église vers 1947.
Près de ce mémorial se trouve le monument commémoratif de la guerre de 1914-1918 qui est installé sur l'aile droite de l'église. En plus des 87 noms des soldats morts durant cette guerre, le nom de trois soldats tués durant la Seconde Guerre mondiale et d'un soldat mort durant la guerre d'Algérie ont été ajoutés.
En 2007 a été érigé le mémorial de la paix. Appelant à la mémoire des combattants, des prisonniers, des résistants et des déportés de Feillens qui ont participé aux différents conflits depuis 1870, le monument est installé au cimetière.
Sur la route de Vésines, on trouve une stèle commémorant les atterrissages clandestins sur le terrain Marguerite durant la Seconde Guerre mondiale.

Monuments aux morts de Feillens.
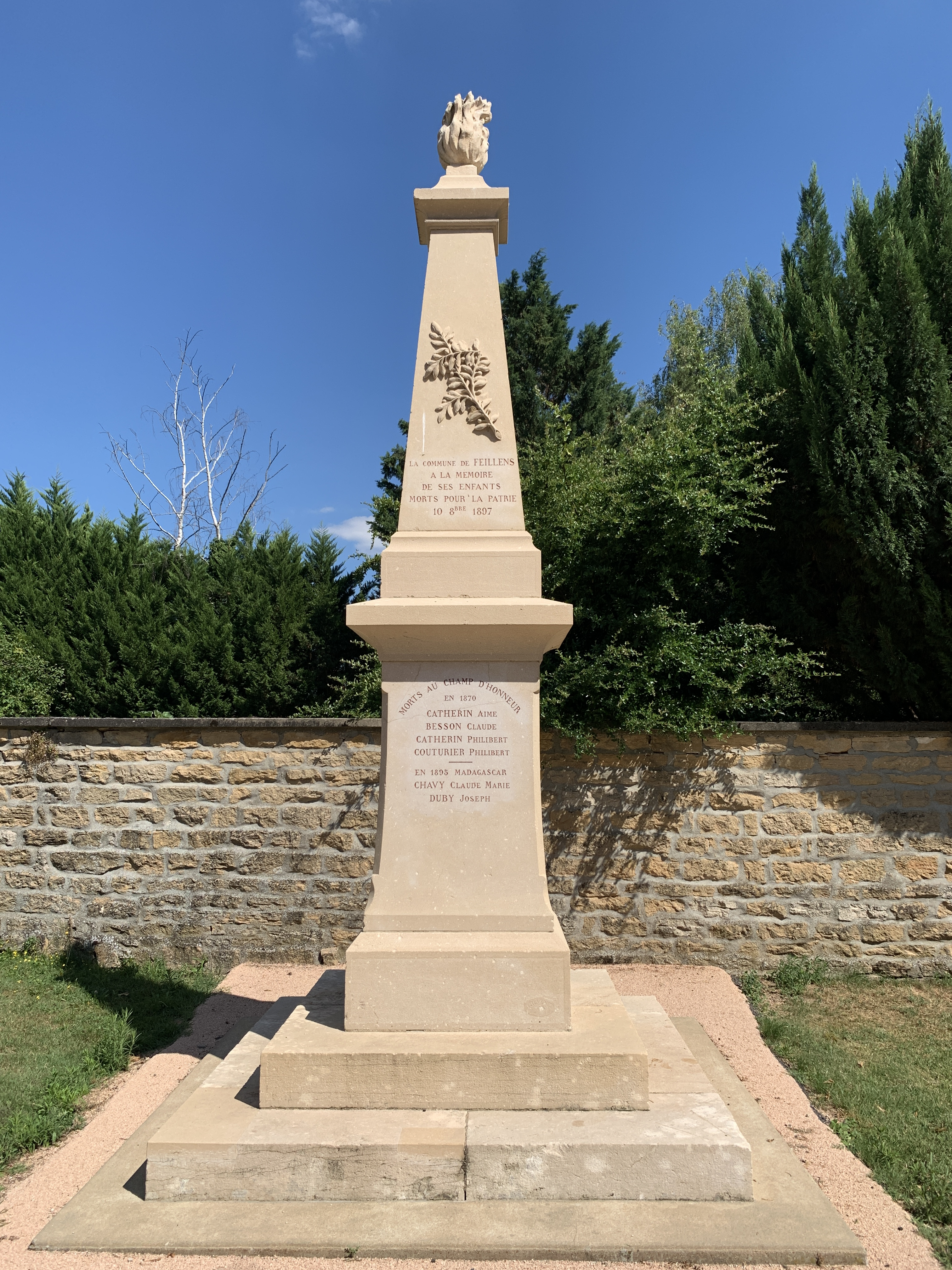
Monument commémoratif de la guerre de 1870.
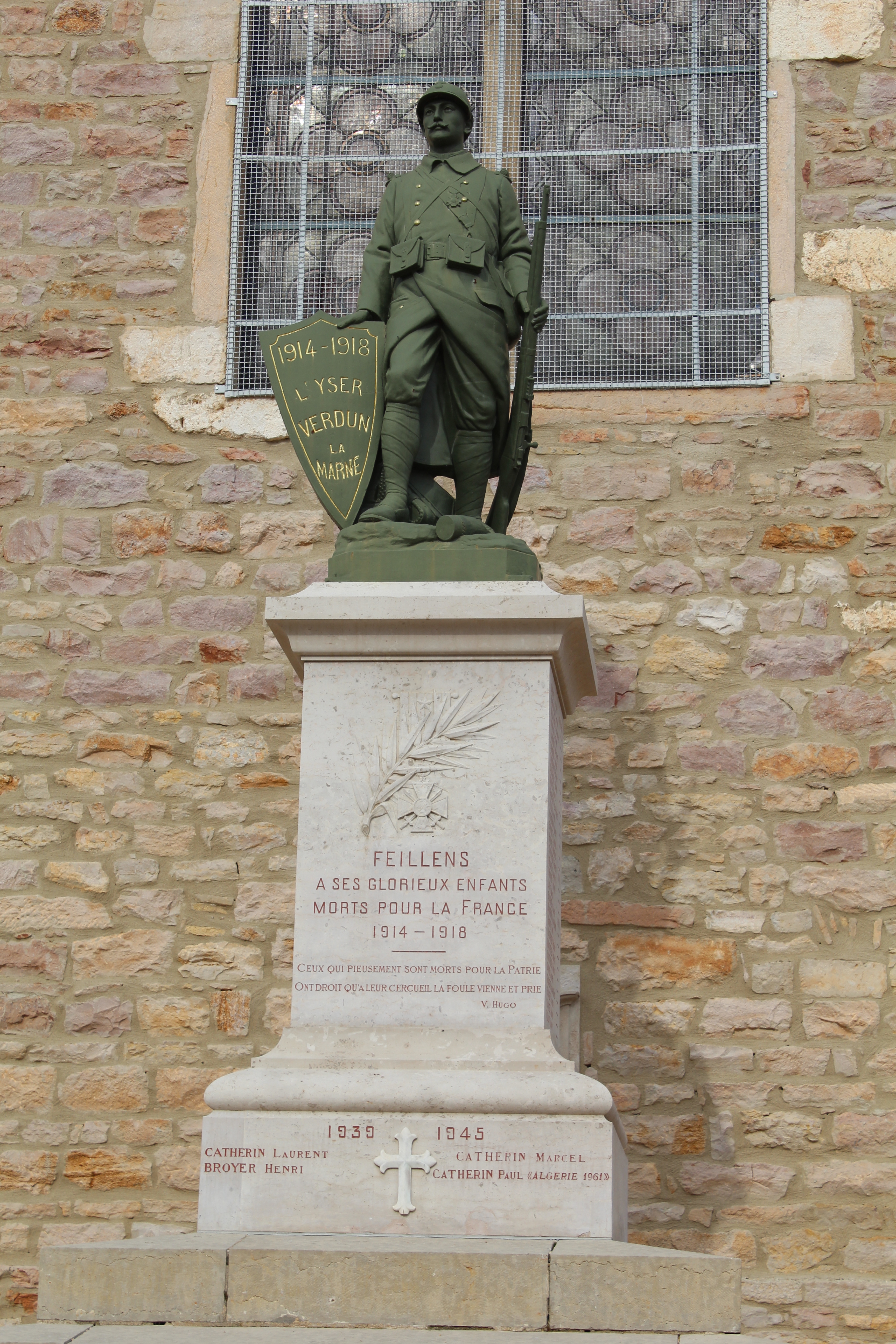
Monument commémoratif de la guerre de 1914-1918.
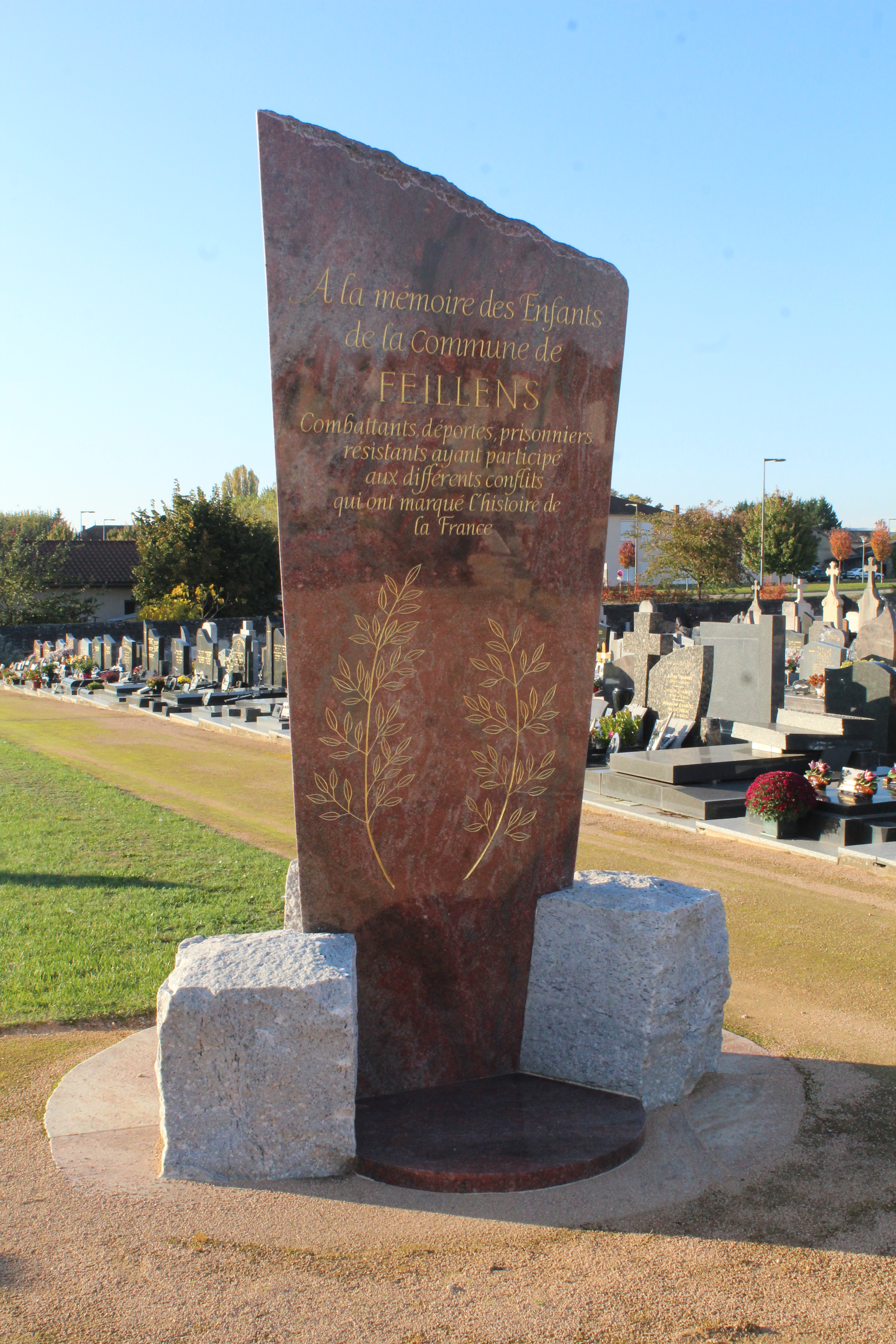
Mémorial de la paix.
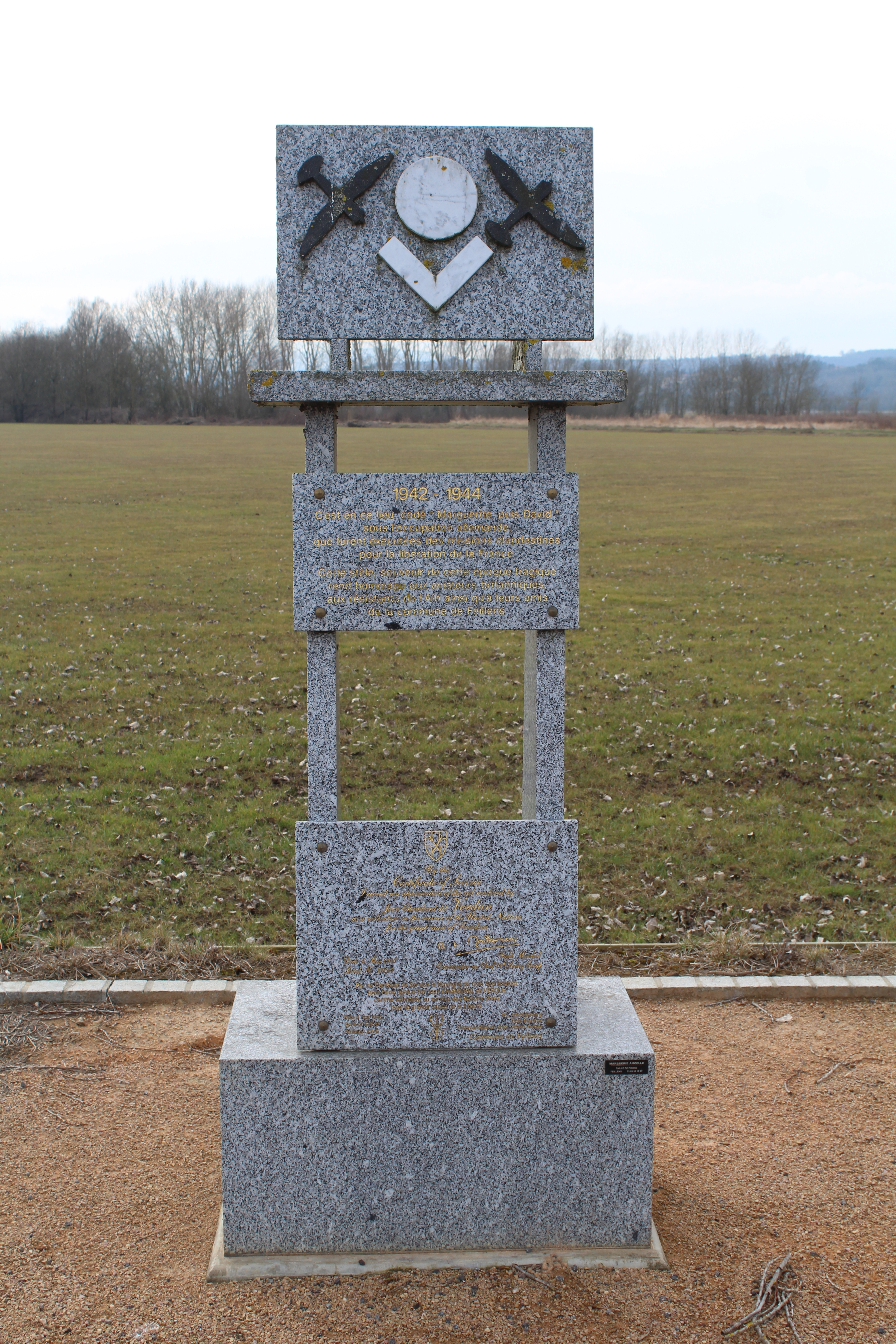
Monument devant le Terrain Marguerite.

#### Autres monuments
- La chapelle de la Vierge, ou chapelle Notre-Dame-des-Vocations[53], est située au hameau de la Chapelle.
- L'église Saint-Rambert de style néo-roman et située en face de la mairie date de 1096. Elle a été plusieurs fois remise en état, démolie puis rénovée[1].
- La maison Daujat, parfois appelée la maison Catherin[1], accueille aujourd'hui la bibliothèque municipale.
- La salle Notre Maison est une salle des fêtes qui accueille des événements locaux avec une capacité d'environ deux cents personnes.
- La salle de l'Union musicale est aussi une salle des fêtes pouvant accueillir cent personnes environ.
- Ruines du château féodal.
- Le moulin de la Débonne est un moulin qui n'est plus fonctionnel mais qui a gardé son mécanisme[1].

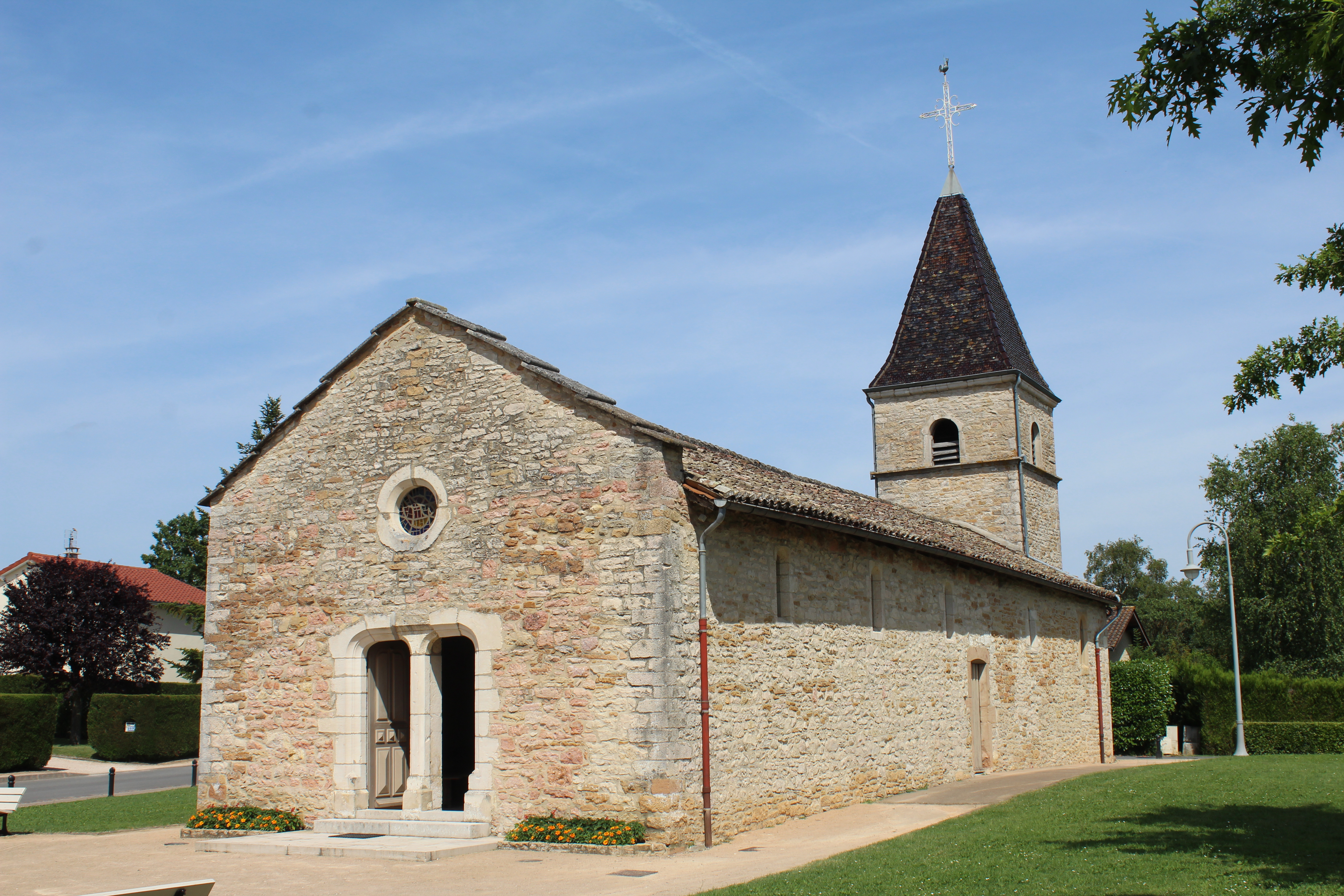
Chapelle de la Vierge.
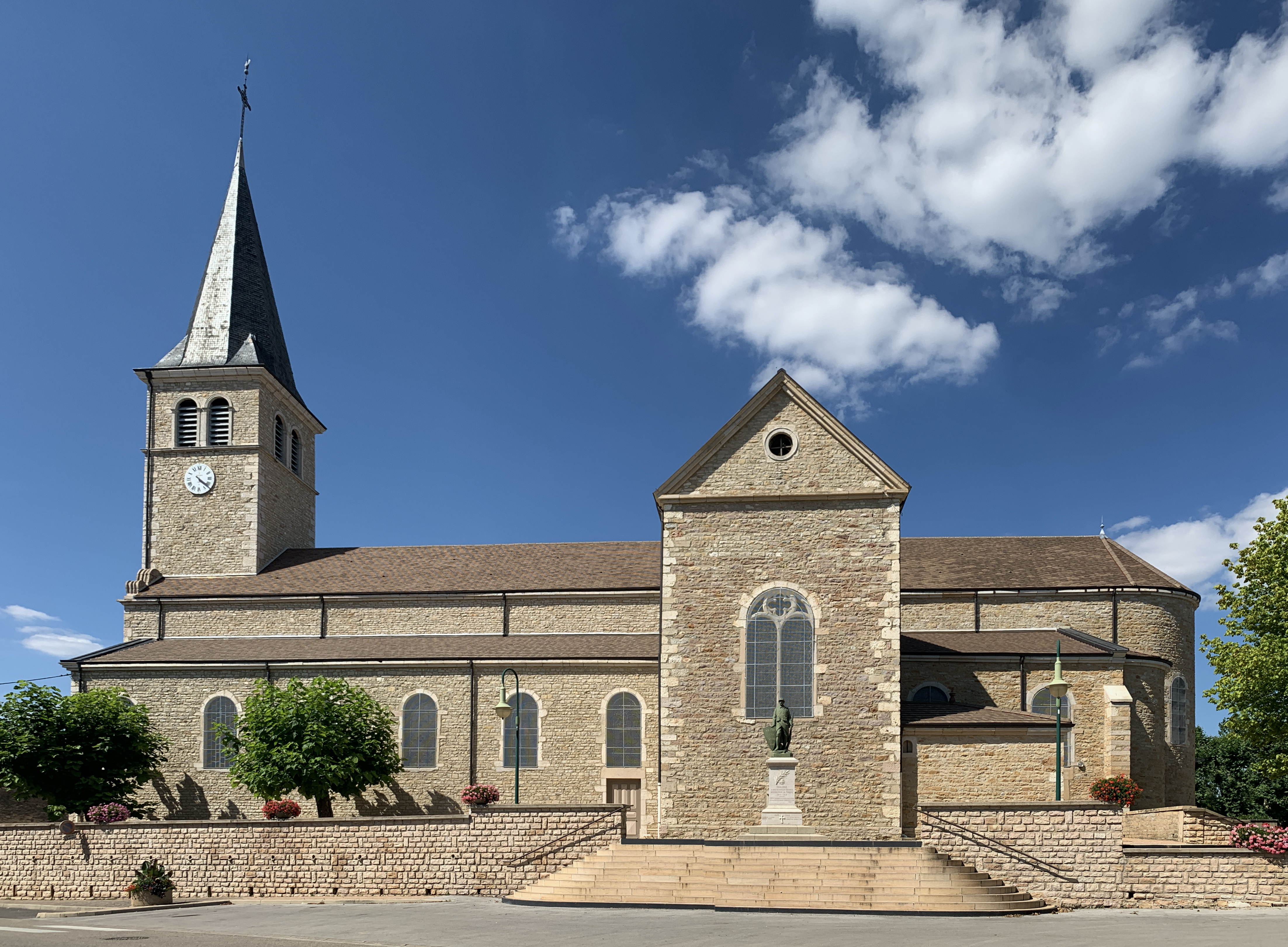
Église Saint-Rambert.
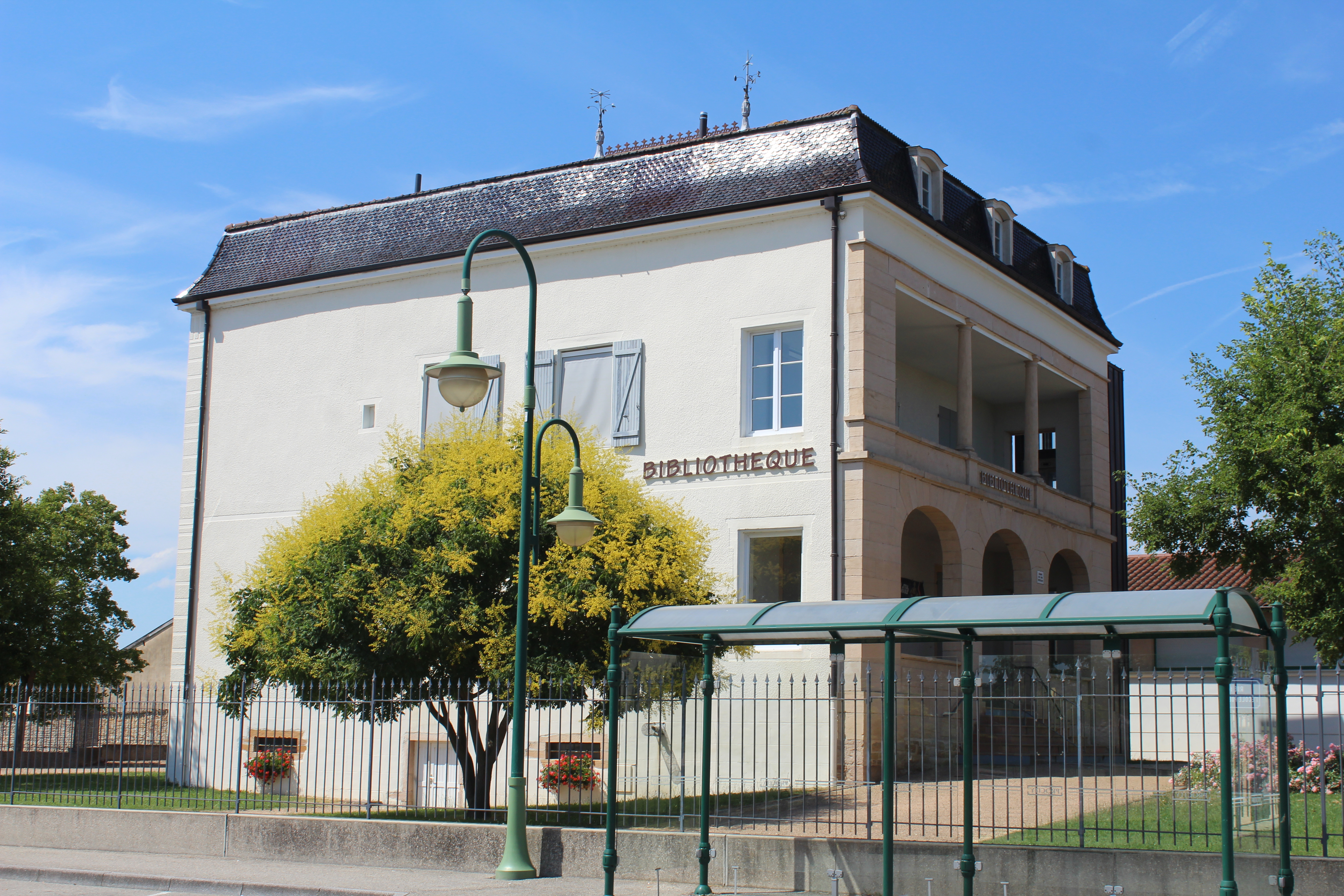
Maison Daujat.
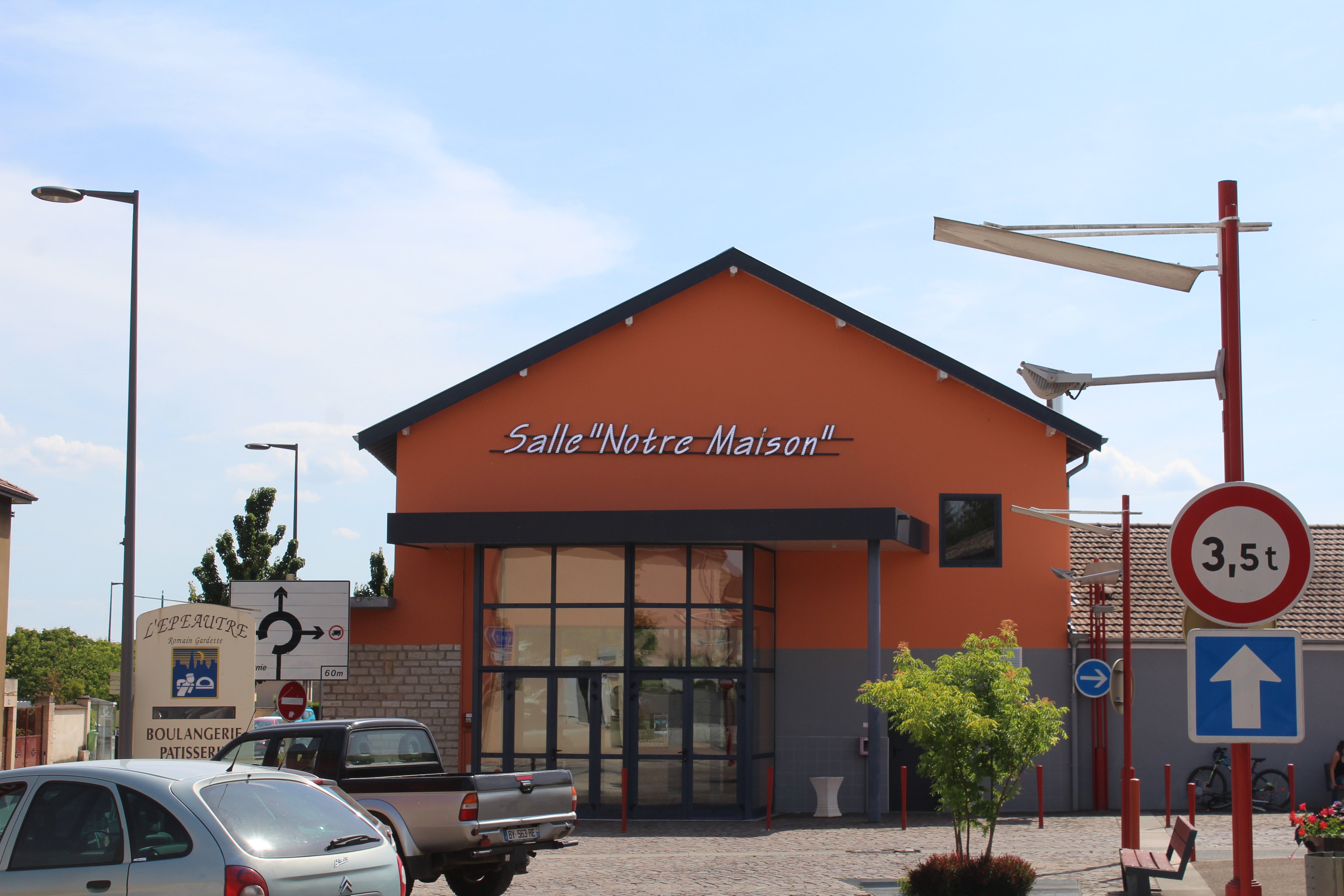
Salle Notre Maison.
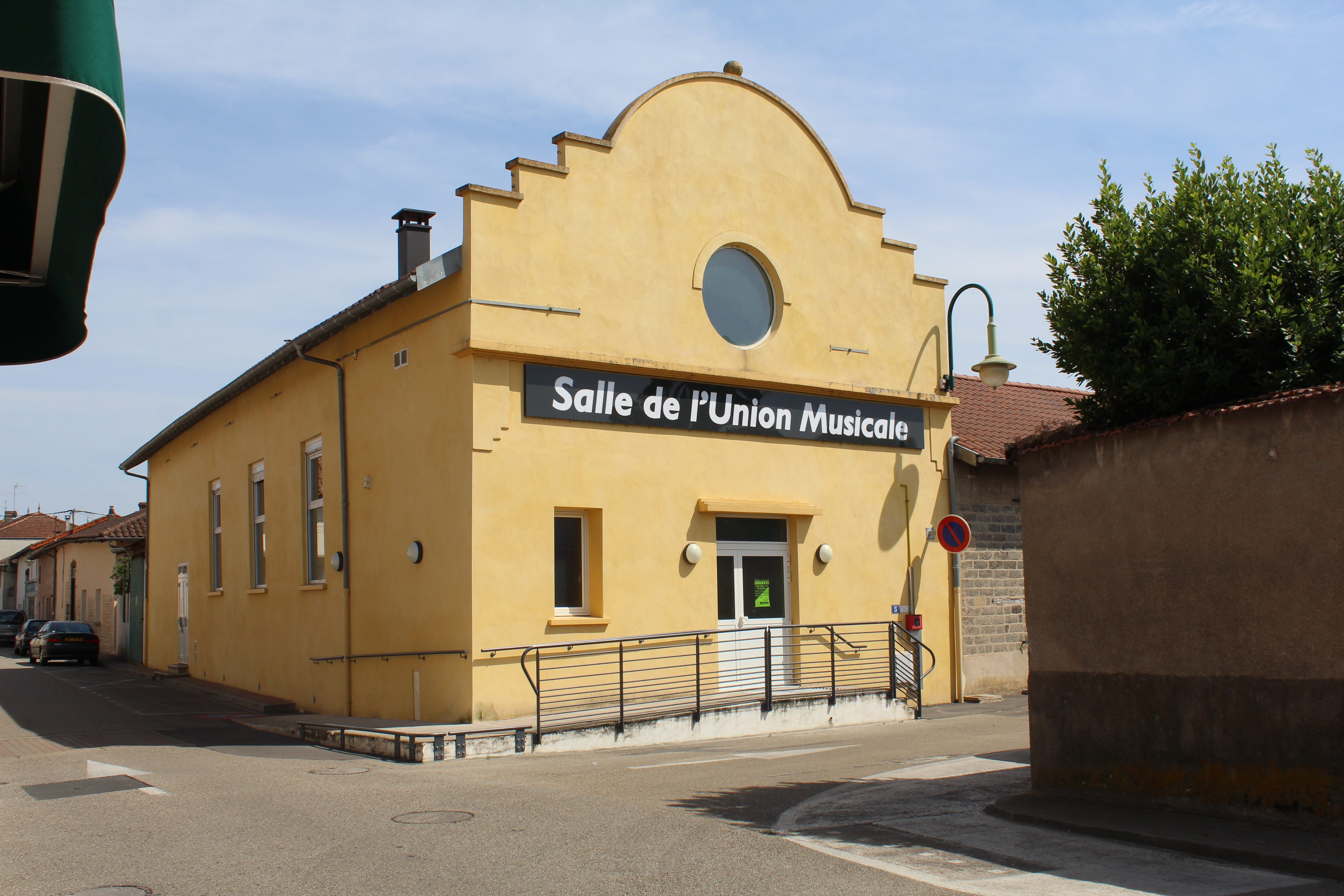
Salle de l'Union musicale.

#### Patrimoine naturel
Les prairies inondables du val de Saône sont classées zone protégée depuis 1994.

### Héraldique
| Blason de Feillens | Blason  | D'argent au lion de sable armé, lampassé, vilené et couronné de gueules. |
| Blason de Feillens | Détails |                                                                          |

### Gastronomie
Les spécialités culinaires sont celles de la région bressane, c'est-à-dire la volaille de Bresse, les gaudes, la galette bressane, les gaufres bressanes, la fondue bressane.
La commune se situe dans l'aire géographique de l'AOC Volailles de Bresse. Elle a aussi l'autorisation de produire le vin IGP Coteaux de l'Ain (sous les trois couleurs, rouge, blanc et rosé). Il y avait auparavant la production de vin sur le territoire, il existait 90 ha de vignes en 1906.

### Personnalités liées à la commune
- Emmanuel-Philibert de Pingon (1525-1582), noble du XVIe siècle, est le petit-fils par sa mère du seigneur de Feillens Jean de Chabeu.